# KZ-Gedenkstätte Neuengamme

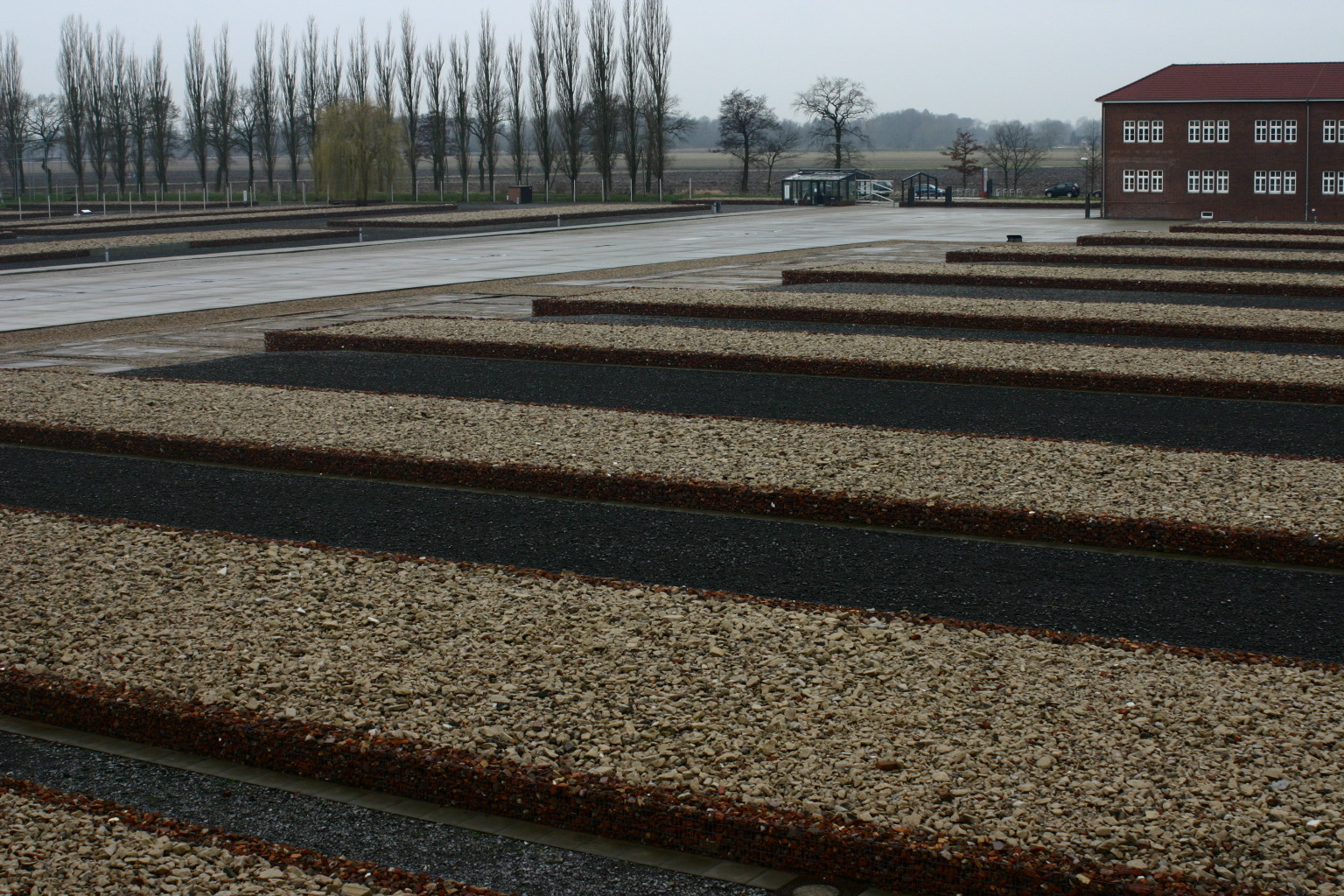
Gedenkstätte Neuengamme beim Haupteingang mit angedeuteten ehemaligen Häftlingsbaracken und Appellplatz

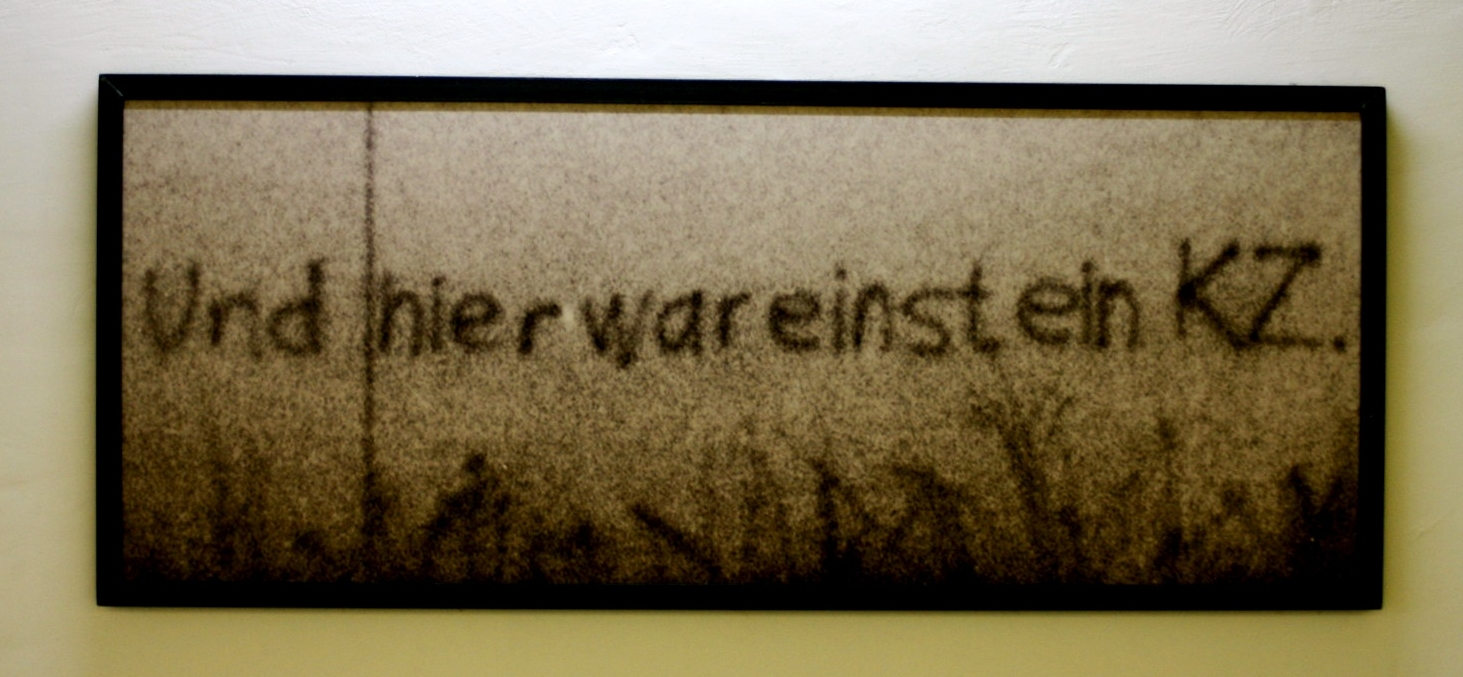
Foto eines Graffito an der Gefängnismauer der JVA Vierlande

Die KZ-Gedenkstätte Neuengamme erinnert am Ort des ehemaligen KZ Neuengamme in Hamburg an die mehr als 100.000 Opfer des Nationalsozialismus, die hier zwischen 1938 und 1945 inhaftiert waren und von denen mindestens 42.900 starben.

## Lage
Die Gedenkstätte befindet sich südöstlich vom Zentrum von Hamburg-Bergedorf auf halbem Weg Richtung Zollenspieker in Hamburg-Neuengamme. Sie ist zu erreichen über die Autobahn A 25, Ausfahrt Hamburg-Curslack oder von der Bundesstraße 5 aus über den Curslacker Heerweg. Ein Lageplan über den Aufbau der Gedenkstätte ist verfügbar.

## Geschichte

### Nachnutzung des ehemaligen KZ Neuengamme
Von 1948 bis 2006 wurden Gelände und Gebäude durch die Stadt Hamburg mit zwei Gefängnissen für den Strafvollzug genutzt. Am Rande entstanden 1965 ein Internationales Mahnmal und 1981 ein Ausstellungsgebäude. Nach der Schließung der Gefängnisse 2003 und 2006 wurde die KZ-Gedenkstätte als Einrichtung der Kulturbehörde der Freien und Hansestadt Hamburg unter der Adresse Jean-Dolidier-Weg 75 in Neuengamme eröffnet. Durch Senatsbeschluss vom August 2019 wurde die KZ-Gedenkstätte in die öffentlich-rechtliche Stiftung Hamburger Gedenkstätten und Lernorte überführt, die auch mehrere ehemalige Außenlager und weitere Gedenkorte im Hamburger Stadtgebiet umfasst.
Durch andere Nutzung, bewusste Vertuschung und teilweisen Abriss verdrängte die Öffentlichkeit das Konzentrationslager Neuengamme aus der Wahrnehmung. Bis in die 1970er Jahre, so hebt der Historiker Malte Thießen in seiner Studie zum Gedenken an Neuengamme hervor, reagierten sämtliche Regierungen der Stadt „auf jegliche Initiative zur Gedenkstättenarbeit in Neuengamme tendenziell ablehnend.“ Die langsame Entstehung der Gedenkstätte ist ein Spiegel für die späte Aufarbeitung der NS-Vergangenheit, „der weite Weg“ zu einer KZ-Gedenkstätte „spiegelt daher politische Konjunkturen und mentalitätsgeschichtliche Wandlungen der Bundesrepublik“ wider.

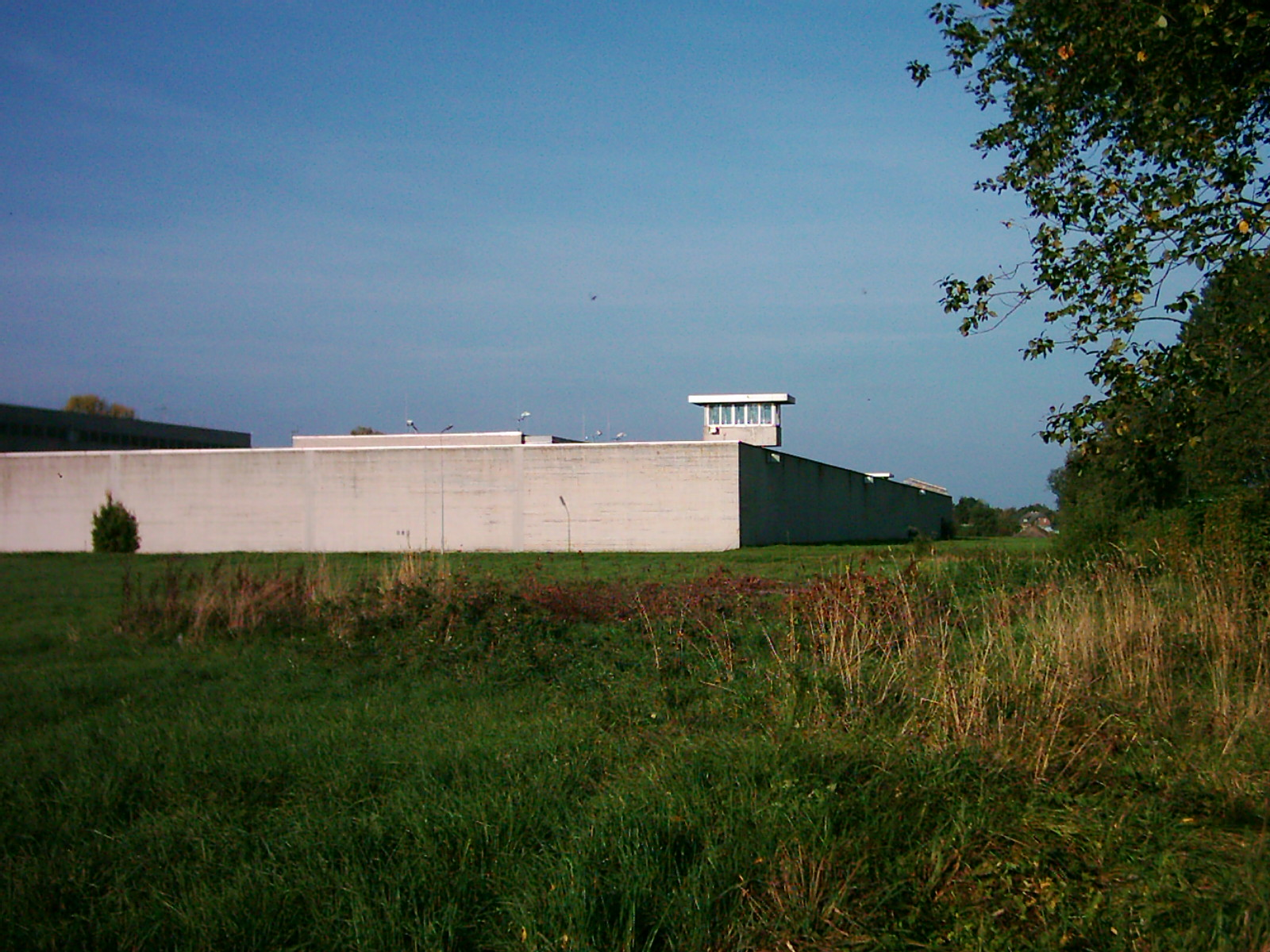
JVA Vierlande auf dem ehemaligen KZ Gelände, vor dem Abriss 2006

Das KZ Neuengamme wurde am Kriegsende vor dem Eintreffen der alliierten Truppen der Briten zwischen dem 30. April und 2. Mai 1945 endgültig geräumt. Drei Jahre lang nutzten die Besatzungstruppen den Ort als Internierungslager für mutmaßliche Kriegsverbrecher. Am 13. August 1948 wurde das Gelände der Stadt Hamburg zurückgegeben, die hier am 6. September 1948 ein Gefängnis eröffnete, die spätere Justizvollzugsanstalt Vierlande (JVA XII). Dabei wurden nahezu alle bestehenden Steingebäude weiter genutzt, so die ehemaligen Häftlingsblöcke 1 bis 4 und 21 bis 24 wie auch Teile des SS-Lagers und das Kommandantenhaus, die als Wohnungen für Gefängnisangestellte dienten.
Die zwischen diesen beiden Blöcken liegenden Holzbaracken riss man ab und ersetzte sie 1950 durch einen Neubau. Den ehemaligen Appellplatz baute man um. Ein Sportplatz wurde ergänzt.

### Amicale Internationale de Neuengamme

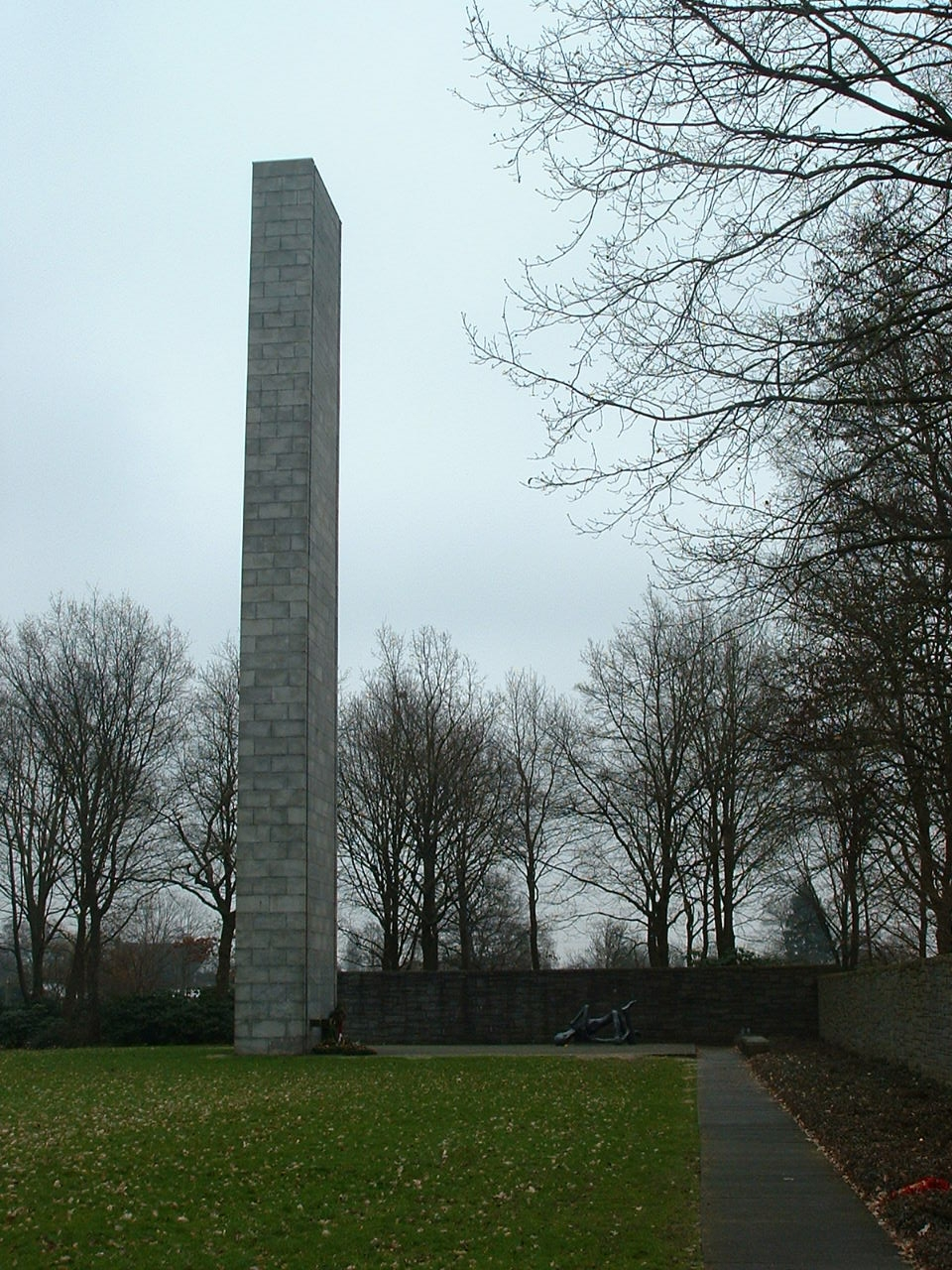
Internationales Mahnmal

Parallel dazu gründete sich am 6. Juni 1948 die Arbeitsgemeinschaft Neuengamme e. V. (AGN), die sich dem Andenken an die Verfolgten des Naziregimes verpflichtete und für die Errichtung eines Gedenkortes eintrat. Sie ist Bestandteil des internationalen Überlebendenverbandes Amicale Internationale KZ Neuengamme (AIN).
Nach Protesten der ebenfalls in der Amicale organisierten ehemaligen französischen Häftlinge und der aufkeimenden öffentlichen Diskussion, versuchte die Stadt Hamburg durch Errichtung einer kleinen Gedenkstätte im Oktober 1953 alle Parteien zufriedenzustellen. Am Rande des Geländes, im Bereich der ehemaligen Lagergärtnerei, wurde eine Platte mit der Aufschrift Für die Opfer 1939–1945 angebracht, die später durch eine steinerne ersetzt wurde. Am 3. April 1954 entnahmen auf Initiative des Landesverbands Hamburg der Vereinigung der Verfolgten des Naziregimes – Bund der Antifaschistinnen und Antifaschisten (VVN) ehemalige Häftlinge bei einer Feierstunde neben dem Mahnmal Erde des ehemaligen KZ, füllten sie in eine Urne und überbrachten sie mit einer kleinen Delegation zur Befreiungsfeier der Häftlinge des ehemaligen KZ Buchenwald bei Weimar. Ab 1958 forderten die Überlebendenverbände von den Hamburger Behörden die Einrichtung einer Gedenkstätte auf dem Gelände des ehemaligen Konzentrationslagers.

### Entwicklung zur Gedenkstätte
Am 7. November 1965 fand im hinteren Teil der ehemaligen Gärtnerei die Einweihung des Mahnmals mit einer Stele, der Skulptur Der sterbende Häftling der französischen Bildhauerin und Überlebenden des Holocaust Françoise Salmon und einer Gedenkmauer mit Nationentafeln statt. Anstelle der ehemaligen Gärtnerei legte man Äcker an, die Gebäude am Nordrand des Geländes trug man ab, an ihrer Stelle entstanden Ein- und Mehrfamilienhäuser.
1970 errichtete die Stadt ein weiteres Gefängnis auf dem Gelände, gelegen zwischen den ehemaligen Tongruben des Klinkerwerks und den Gebäuden für Dienstwohnungen der Justiz. Die neue Anstalt wurde bis Mitte der 1980er Jahre als Jugendstrafanstalt, anschließend als geschlossene Anstalt im Erwachsenenvollzug (JVA IX) genutzt. Der Protest der Überlebendenverbände gegen diesen Ausbau war zunächst gering, doch mit der Gründung der Initiative Dokumentationsstätte Neuengamme 1979 nahmen die Forderungen, das ehemalige KZ in eine Dokumentations- und Gedenkstätte umzuwidmen, realisierbare Formen an.

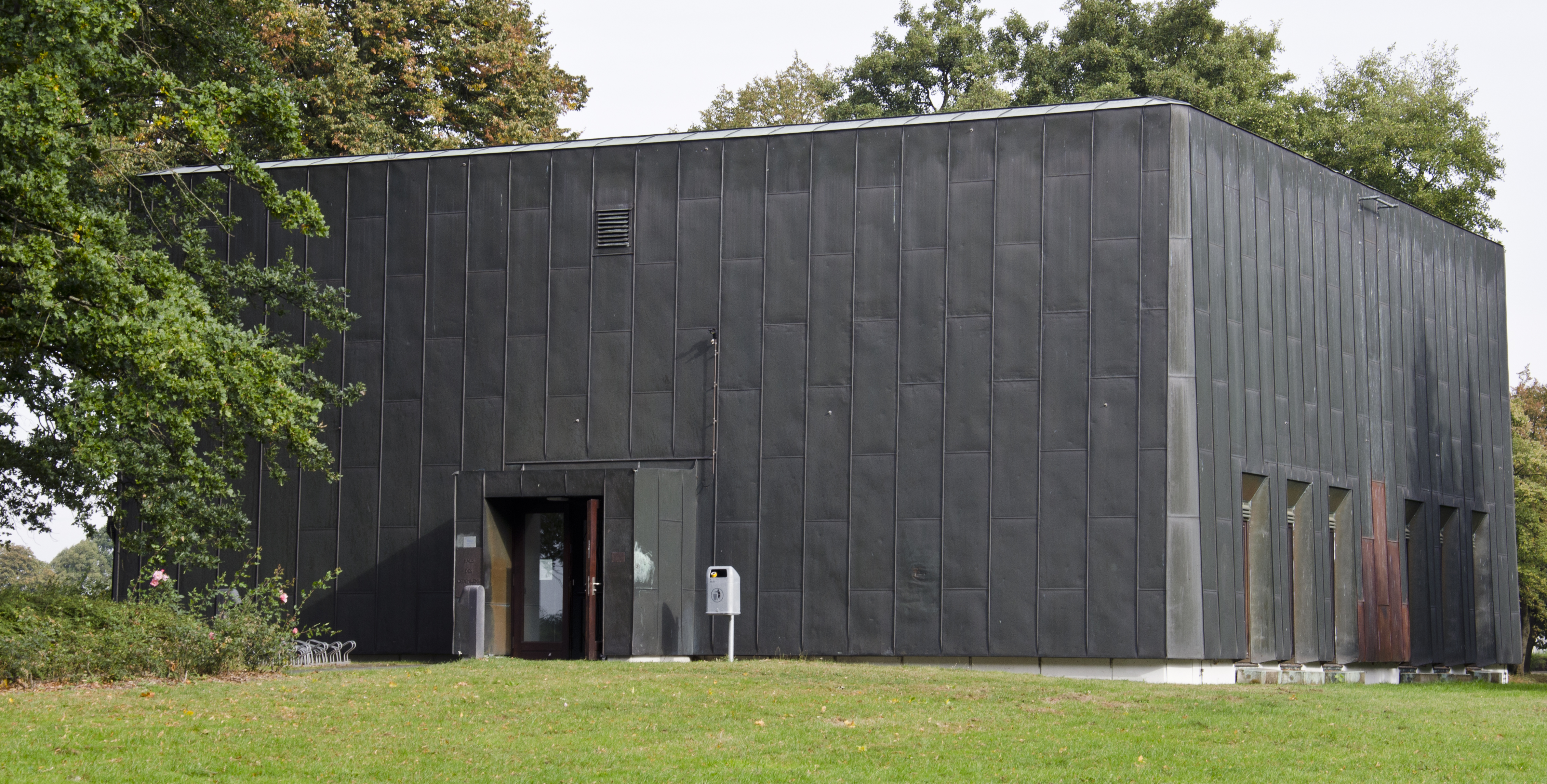
Dokumentenhaus

Einen Anfang machte der Bau eines Dokumentenhauses, das nach einem Entwurf des Architekten Walter Bunsmann in Zusammenarbeit mit Paul-Gerhard Scharf auf dem Gelände der ehemaligen Lagergärtnerei entstand und das am 18. Oktober 1981 eingeweiht wurde, 1995 wurde es mit der Eröffnung neuer Ausstellungen in anderen Gebäuden, als Haus des Gedenkens umgestaltet. Ein Internationales Jugendworkcamp legte 1982 einen Rundweg um das Gelände an. Mitte der 1980er Jahre beschloss die Stadt Hamburg den Abriss des Klinkerwerkes, dieser wurde durch die wachsende öffentliche Aufmerksamkeit und zunehmende Proteste verhindert. 1984 wurden die Reste der KZ-Gebäude unter Denkmalschutz gestellt.
Am 17. Juli 1989 beschloss der Hamburger Senat, die Strafvollzugsanstalten in andere Stadtteile zu verlagern. Es folgten weitere Beschlüsse zur Entwicklung einer KZ-Gedenkstätte. Im Jahr 2003 schloss das erste Gefängnis, ab August 2003 erfolgte der Abriss aller Nachkriegsbauten auf dem Gelände und dessen Neugestaltung. Die zweite Justizvollzugsanstalt auf dem Gelände der ehemaligen Tongruben wurde im Februar 2006 in die Justizvollzugsanstalt Billwerder verlegt.
Die Gedenkstätte besteht seit 2005 als Ausstellungs-, Begegnungs- und Studienzentrum, seit 2007 können dafür alle Flächen des ehemaligen Lagers genutzt werden.
Leiter der KZ-Gedenkstätte Neuengamme ist seit Juni 2019 Oliver von Wrochem. Sein Vorgänger war Detlef Garbe, der 30 Jahre dieses Amt ausübte. Erster Leiter der KZ-Gedenkstätte war von 1980 bis 1988 Ludwig Eiber.
Die neue Gedenkstätte wurde zum 60. Jahrestag der Befreiung vom Nationalsozialismus im Mai 2005 eingeweiht. Auf dem historischen Gelände von 55 Hektar bestehen 15 Originalbauten. Nach zwischenzeitlichem Umzug der Ausstellung vom Haus des Gedenkens in die ehemaligen Walther-Werke entstand nach Abriss der JVA ein Museumskomplex im ehemaligen Häftlingsblock 21 bis 24. In dem ehemaligen Häftlingsbock 1 bis 4 wurde ein Studienzentrum eingerichtet. Das einst zwischen beiden Blöcken liegende Barackenlager wird nachvollziehbar angedeutet, die Schuttmassen des abgerissenen Gebäudes der Justizvollzugsanstalt wurden in Drahtkörben als Markierung für die Lage der abgerissenen KZ-Gebäude einbezogen. Im Zuge der Neugestaltung wurden die Fundamente des Appellplatzes freigelegt, es ist der einzige Bestandteil der Gedenkstätte, der rekonstruiert wurde. Auf dem gesamten Gelände sind Rundwege sowie Hinweisschilder mit Erklärungen und historischen Fotos angebracht.

## Orientierung im Gelände
Die Gedenkstätte befindet sich auf dem 55 Hektar großen historischen Gelände und umfasst unter anderem eine Hauptausstellung in einem ehemaligen Häftlingsblock sowie ein Studienzentrum in einem weiteren ehemaligen Häftlingsblock, mehrere Gebäude, Gebäudereste, Fundamente und Rekonstruktionen ehemaliger Lagereinrichtungen, ehemalige Produktionsstätten, insbesondere das Klinkerwerk und die ehemaligen Walther-Werke, ein Hafenbecken und einen Stichkanal zur Doven Elbe, verschiedene Mahnmale und Denkmalgruppen sowie ein Haus des Gedenkens. Erschlossen wird das gut ein Kilometer lange und etwa 400 Meter tiefe Gelände durch ein Wegenetz, das in verschiedenen Rundwegen begangen werden kann.

### Nördlicher und südlicher Teil

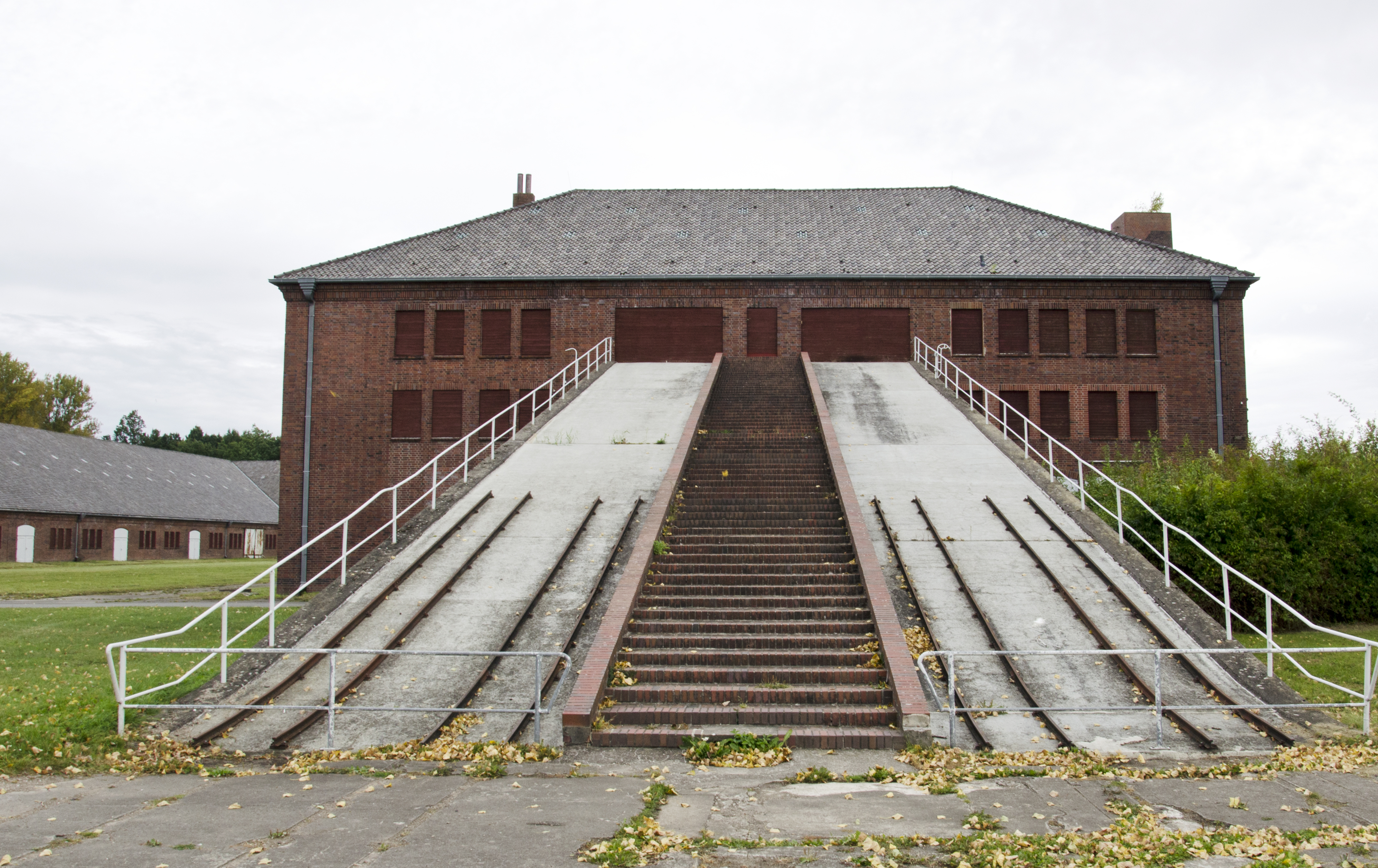
Konzentrationslager Neuengamme, Klinkerwerk

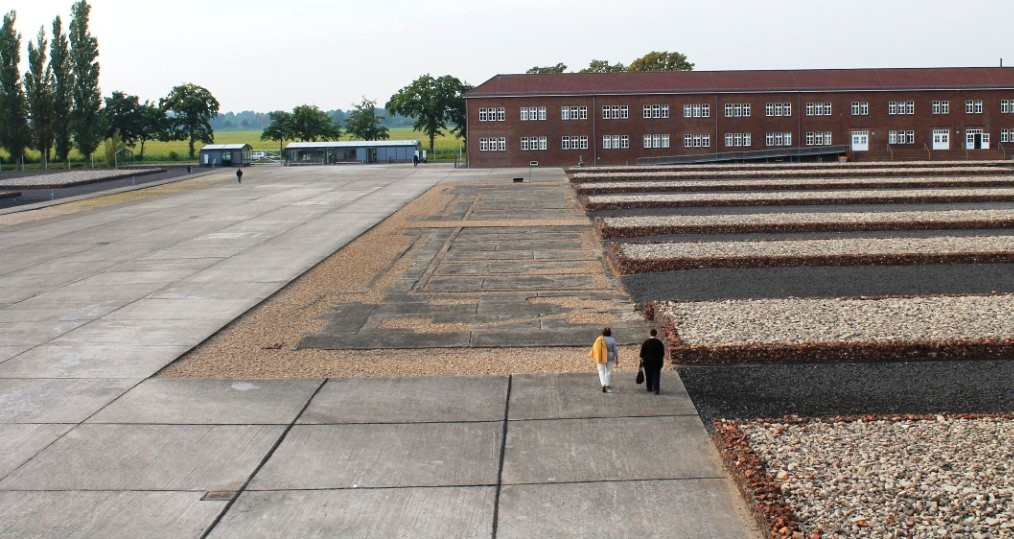
KZ-Neuengamme, Blick auf den Eingang (hinten) Appellplatz (rechts) und Block H1 (hinten rechts) und Reste der Häftlingsbaracken (Rechts vorne)

Im nördlichen Teil befinden sich die ehemaligen SS-Garagen, die Reste der Jugendvollzugsanstalt Neuengamme, die Gleistrassen, das Klinkerwerk und die Internationale Gedenkstätte mit Gedenkhain.
Im südlichen Teil befinden sich das ehemalige Häftlingslager mit Appellplatz, die Fundamente des ehemaligen Arrestbunkers (Lagergefängnis), die ehemaligen Walther-Werke und die Gedenkplatte am Standort des 1947 abgerissenen Krematoriums.

### Rundwege
Drei kommentierte Rundwege zwischen 1,5 und 4,5 Kilometern führen an verschiedenen ehemaligen Lagergebäuden, wieder sichtbar gemachten Fundamenten sowie einigen Mahnmalen und Erinnerungssteinen vorbei. Texttafeln erklären die jeweiligen Hintergründe. Neben weiteren sind dies die Fundamente der Lagergärtnerei, das Klinkerwerk, Tongruben mit einer Lore, der Stichkanal zur Doven Elbe und das zugehörige Hafenbecken mit einer Transportschute, das Kommandantenhaus, die SS-Hauptwache und der Wachturm, das Fundament des ehemaligen Arrestbunkers, eine Gedenkplatte an der Stelle des 1947 abgerissenen Krematoriums, ein historischer Reichsbahnwaggon mit rekonstruierter Gleisanlage beim ehemaligen Lagerbahnhof. Die Rundwege mit Stationen sind auch mit einem ausleihbaren Audioguide und einer kostenfreien App ("Neuengamme" App) erschlossen.

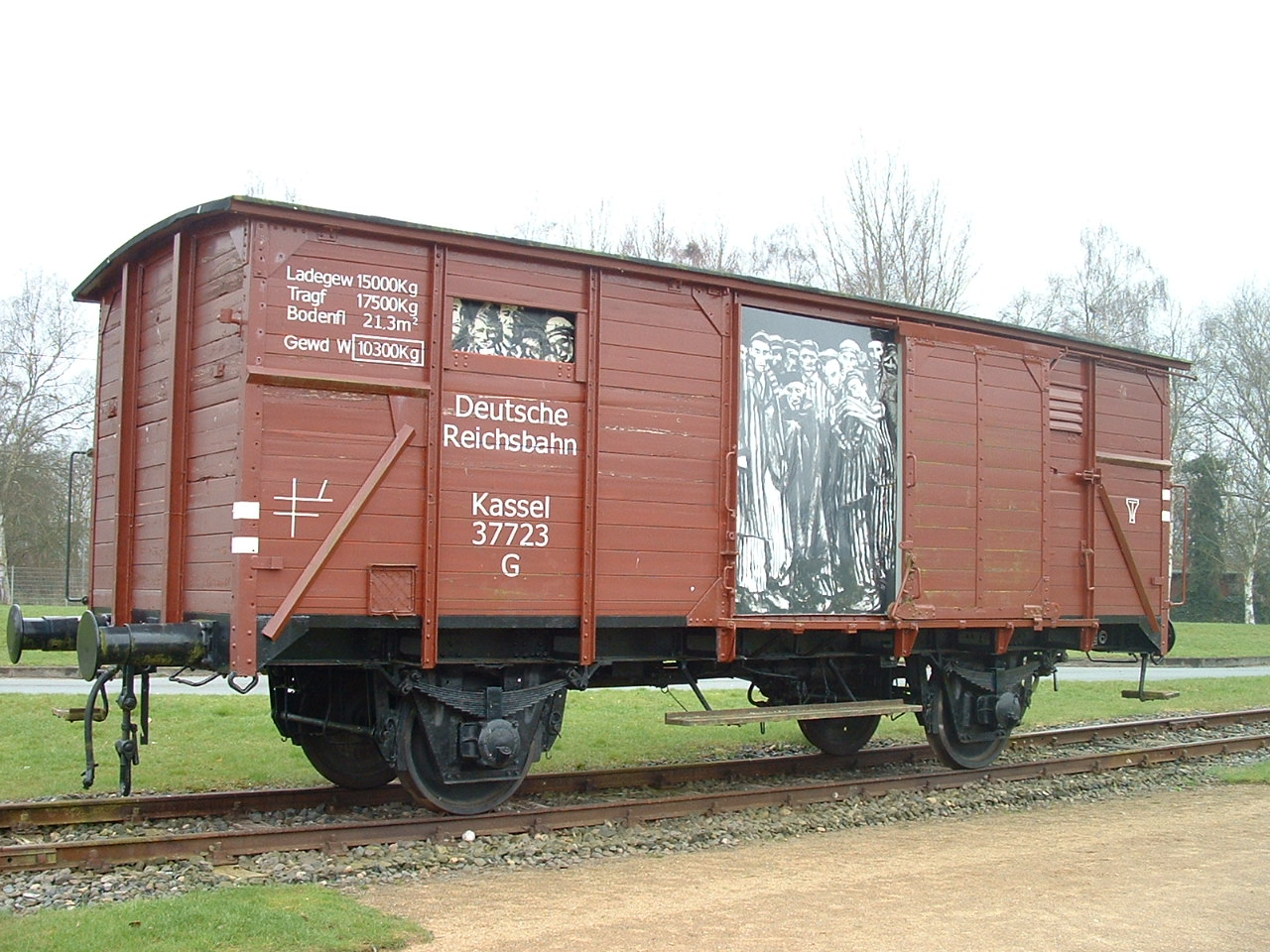
Eisenbahnwaggon mit stilisiertem Bild über Häftlingstransporte
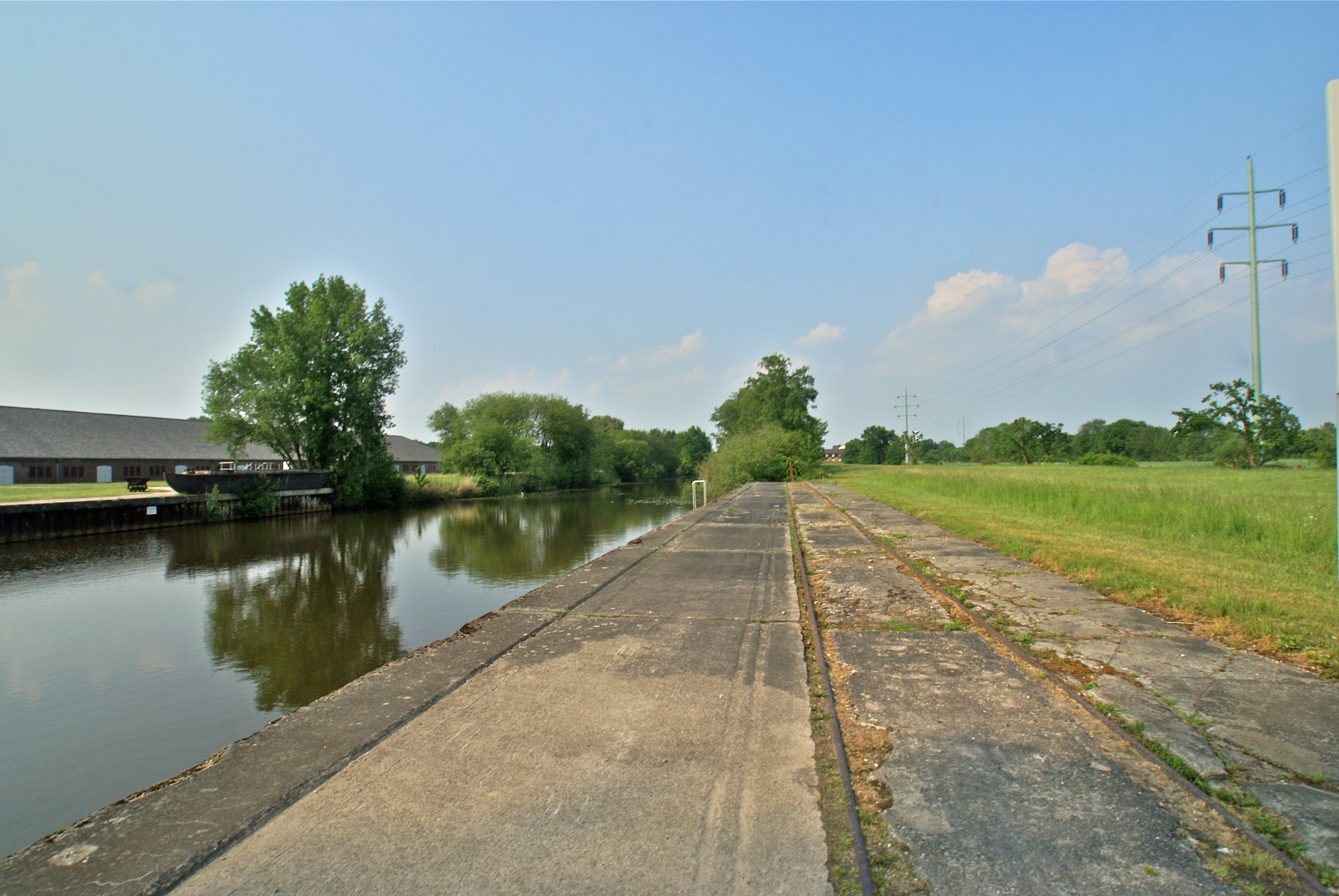
Hafenbecken mit Gleisanlage
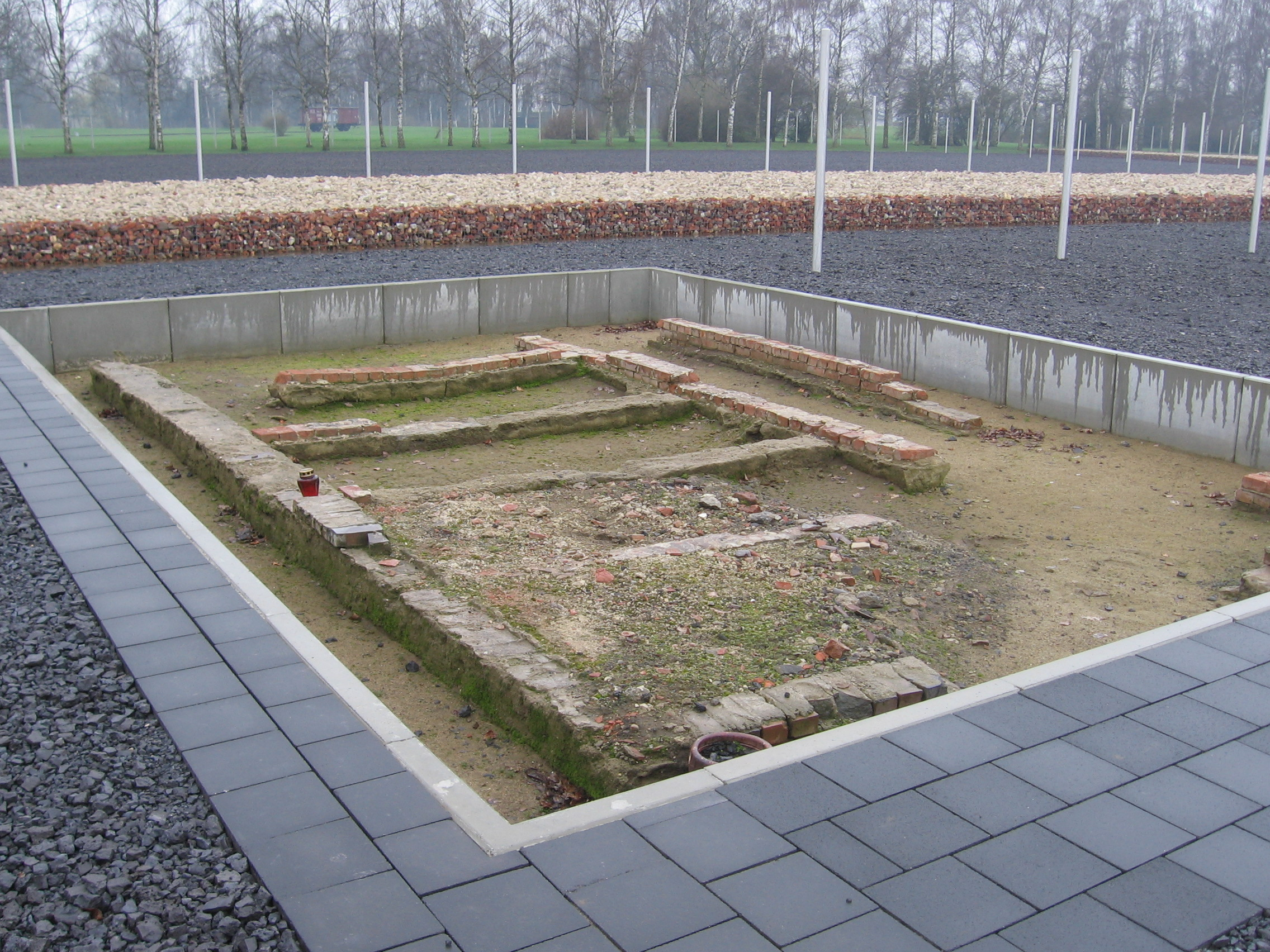
Überreste der Arrestzellen, freigelegt 2003
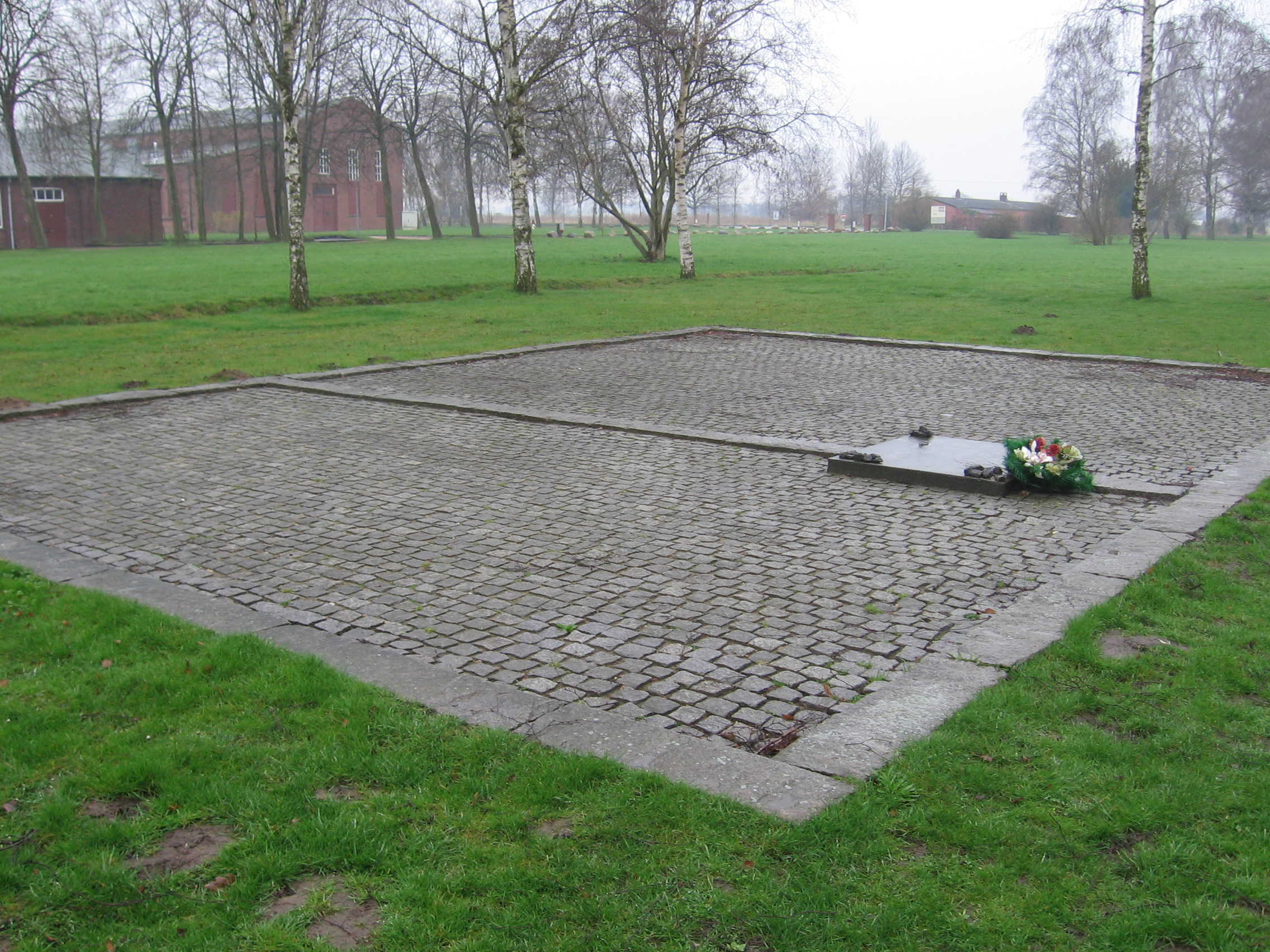
Gedenkstein am Ort des ehemaligen Krematoriums

## Eingang Jean-Dolidier-Weg 75

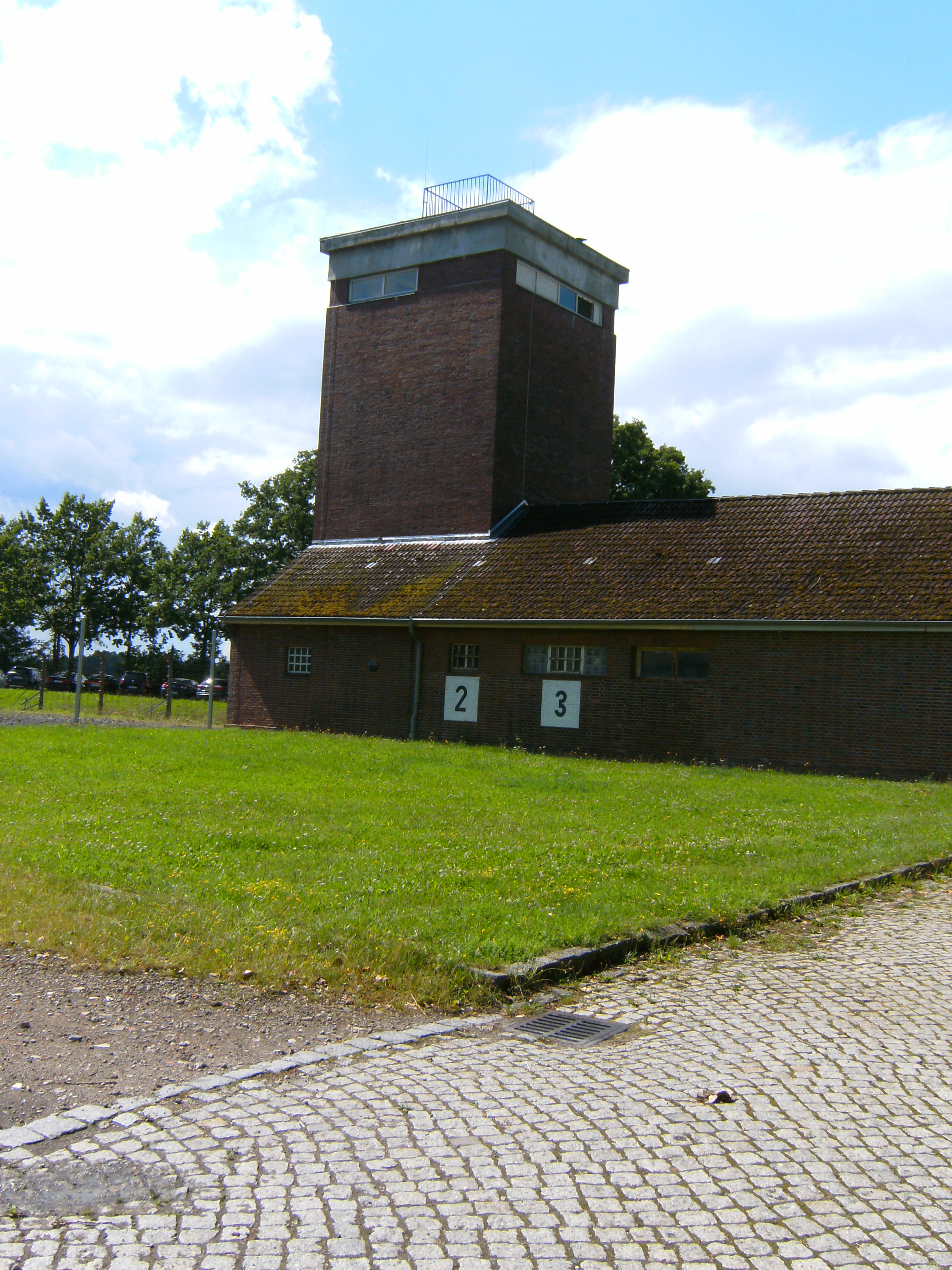
Hamburg, KZ-Gedenkstätte Neuengamme. Wachturm an der ehemaligen SS-Hauptwache

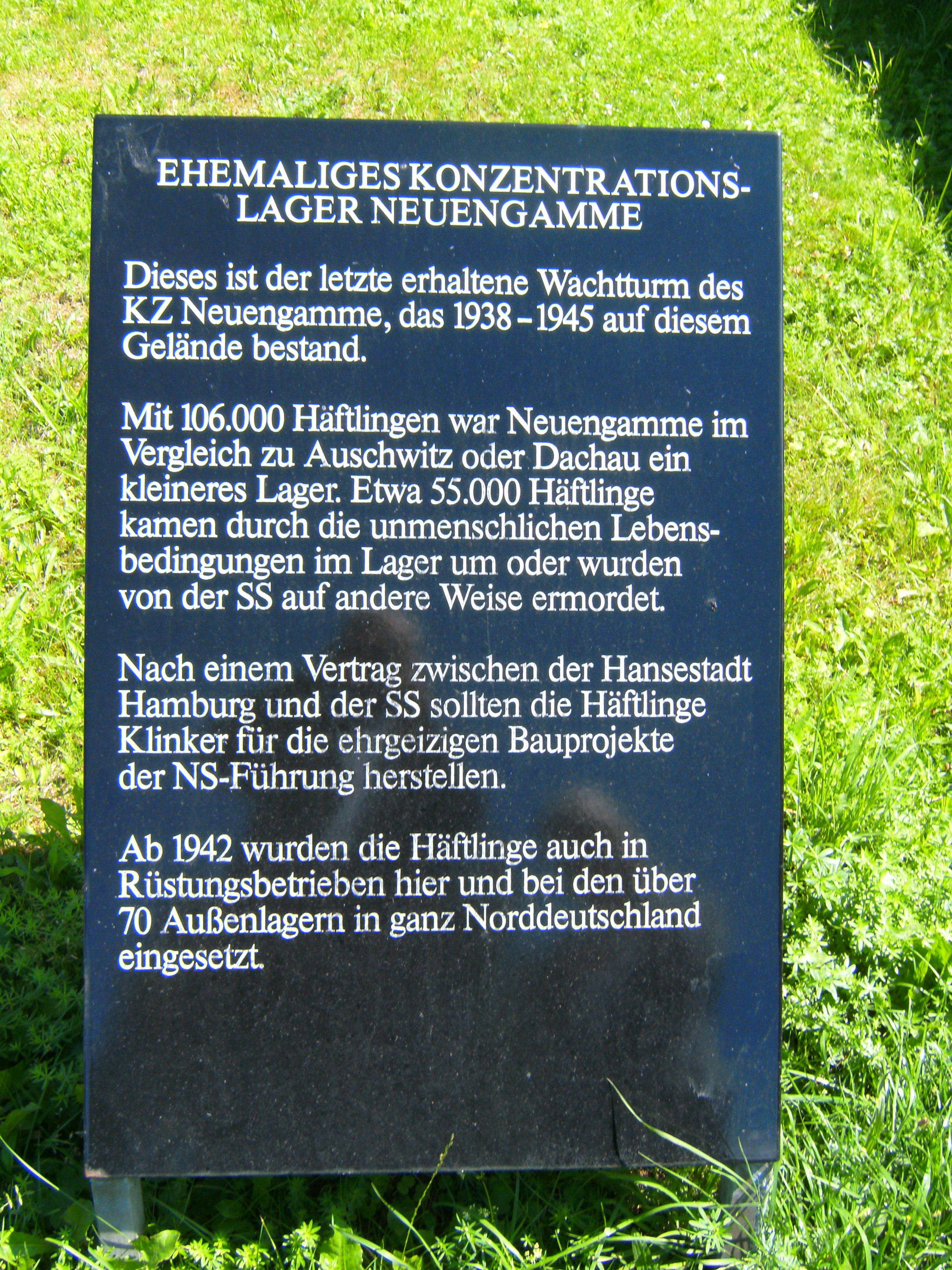
Blaue Informationstafel ehemaliges Konzentrationslager Neuengamme

Der Haupt-Eingang zum Gelände der KZ-Gedenkstätte Neuengamme befindet sich in der Nähe der Bushaltestelle „KZ-Gedenkstätte, Ausstellung“. Ein Service-Point bietet erste Informationen und einen Büchershop.

### Ausstellungen
Mit der Eröffnung der Gedenkstätte am 4. Mai 2005 wurde im ehemaligen Häftlingsblock 21 bis 24, einem 1943/1944 errichteten zweigeschossigen Backsteinbau, die Hauptausstellung Zeitspuren: Das Konzentrationslager Neuengamme 1938–1945 und seine Nachgeschichte eingerichtet. Sie ist in zehn Themengebiete gegliedert und wird ergänzt durch Biografiebücher und Porträts einzelner KZ-Häftlinge. In weiteren Gebäuden befinden sich Dauerausstellungen zu den Themen Dienststelle KZ Neuengamme: Die Lager-SS in den ehemaligen SS-Garagen, Mobilisierung für die Kriegswirtschaft: KZ-Zwangsarbeit in der Rüstungsproduktion in den ehemaligen Walther-Werken und Arbeit und Vernichtung: KZ-Zwangsarbeit in der Ziegelproduktion im ehemaligen Klinkerwerk. Von dem Nachkriegsgefängnisbau wurde ein Mauerrest erhalten, an dem die Freiluft-Ausstellung Gefängnisse und Gedenkstätte: Dokumentation eines Widerspruchs gezeigt wird. Der ehemalige Häftlingsblock 1 bis 4 im vorderen Bereich des Geländes wurde als Studienzentrum eingerichtet. Untergebracht sind hier zudem Archiv und Bibliothek der Gedenkstätte wie auch die Verwaltung.

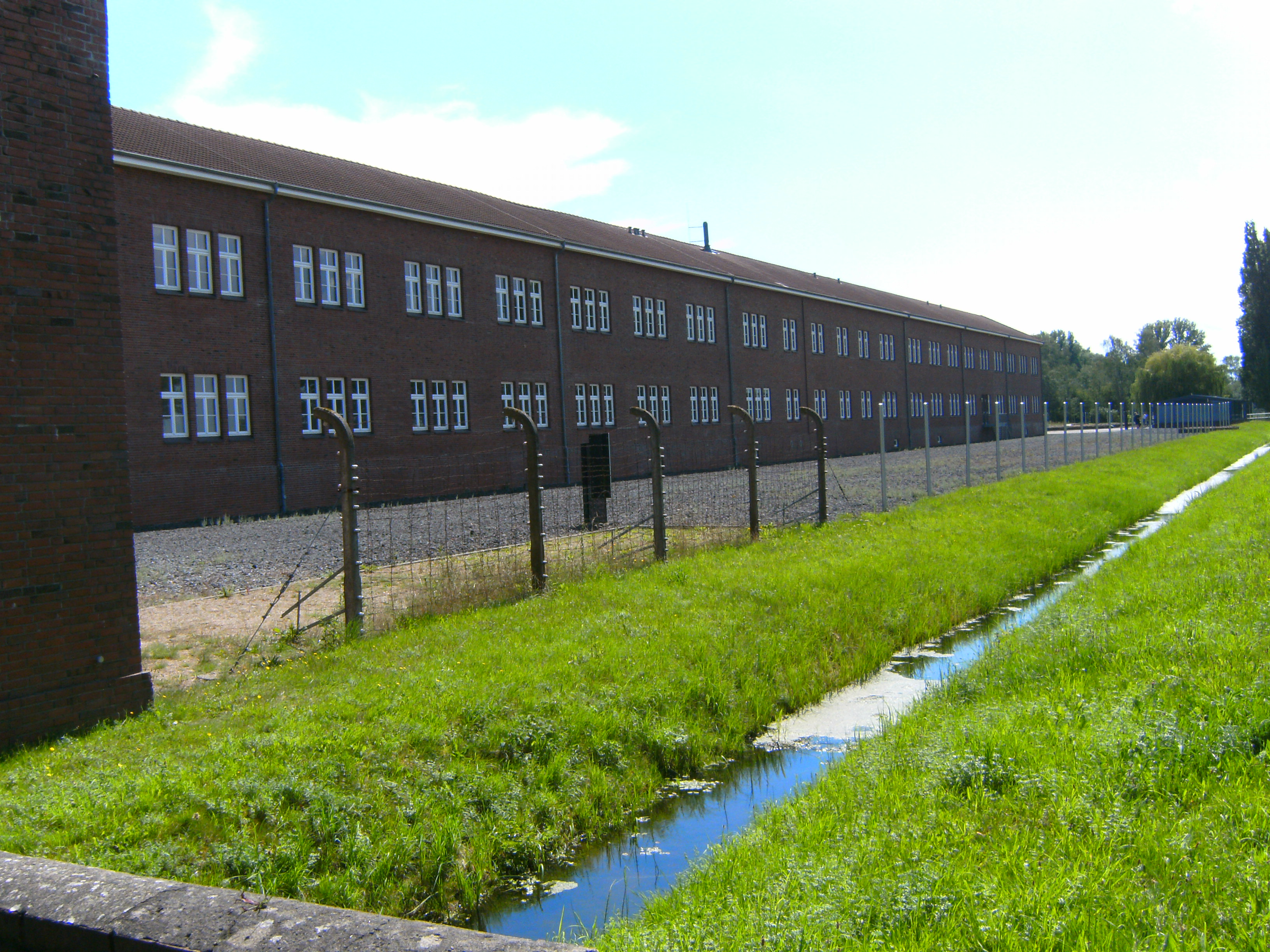
Hamburg, KZ-Gedenkstätte Neuengamme, Haupteingang: Stacheldraht und ehemalige Häftlingsblocks 1–4
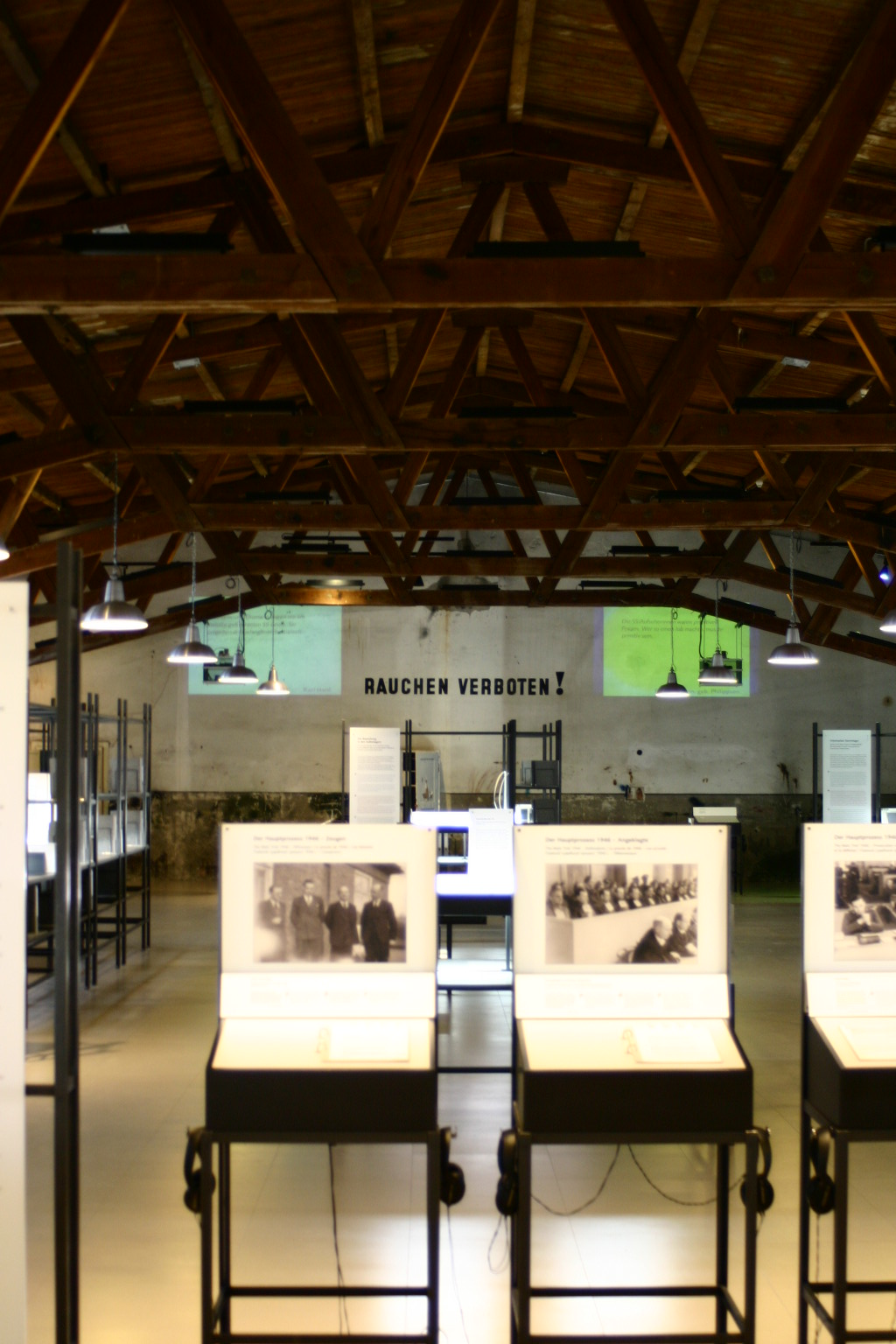
Ehemalige SS-Garagen mit der Ausstellung zur Lager-SS
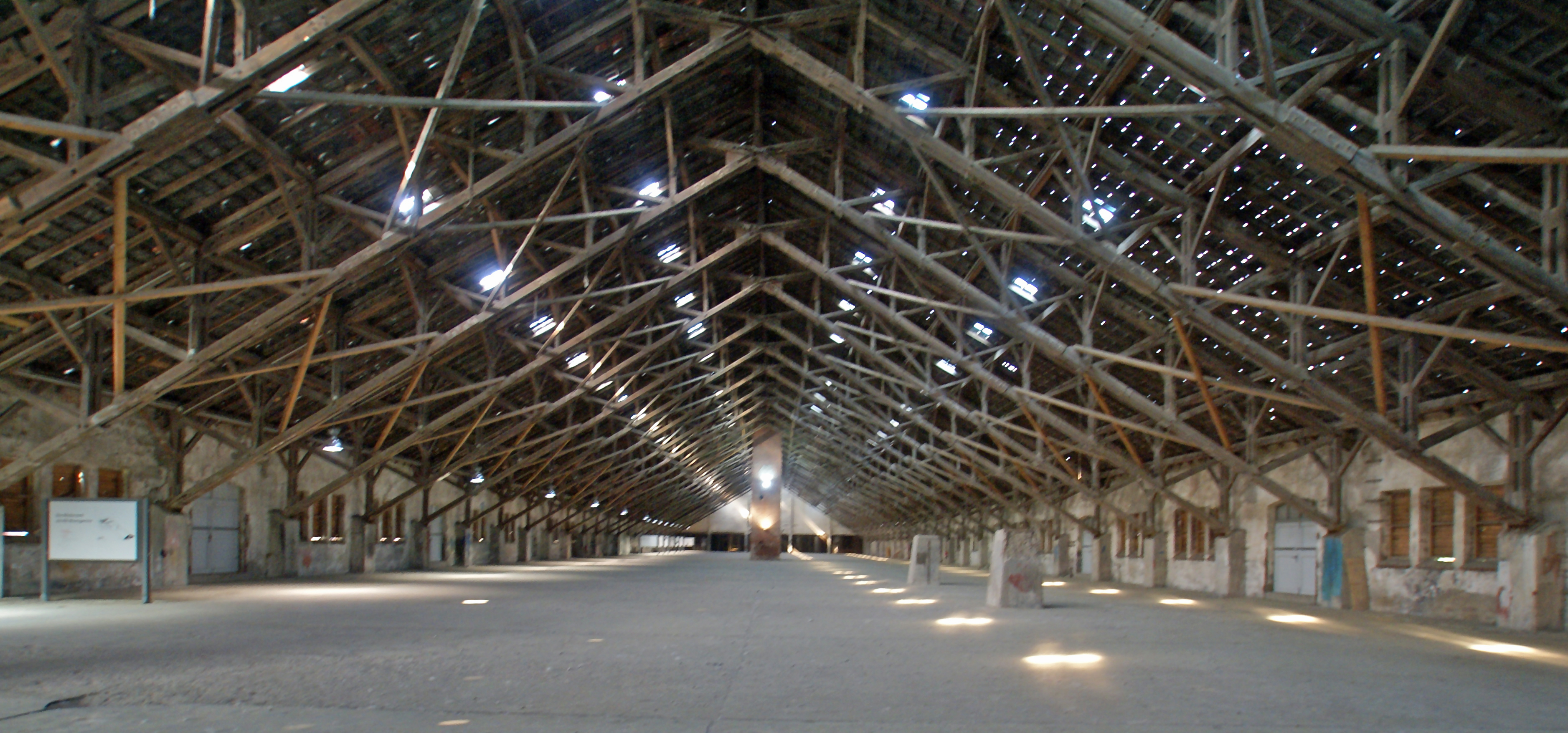
Halle des Klinkerwerks mit der Ausstellung Arbeit und Vernichtung
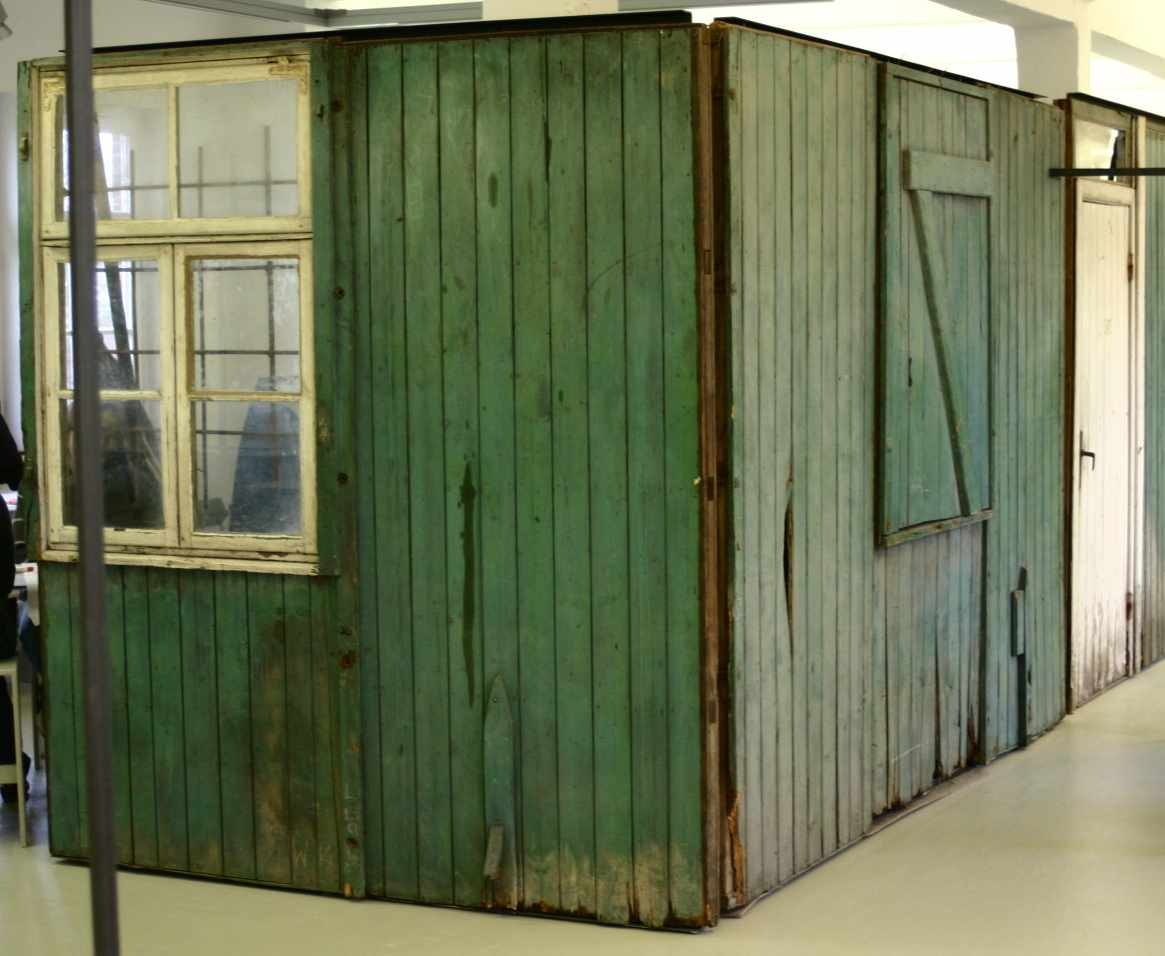
Teile ehemaliger Unterkunftsbaracken in der Dauerausstellung

### Fotodokumente
Fotos des Konzentrationslagers Neuengamme entstanden hauptsächlich im Auftrag der Lager-SS. Der Lagerfotograf Josef Schmitt übergab 1945 etwa hundert Fotografien an die Briten. Der KZ-Häftling Heinz Masset rettete weitere Fotografien aus dem KZ Neuengamme. Diese Bilder befinden sich im Archiv der Gedenkstätte KZ Neuengamme.

### Wanderausstellungen
Seit 2001 entwickelt die KZ-Gedenkstätte Neuengamme Ausstellungen, die jährlich zunächst zum Tag des Gedenkens an die Opfer des Nationalsozialismus im Hamburger Rathaus und anschließend an anderen Orten besichtigt werden können. Darunter befanden sich Ausstellung zu folgenden Themen:
- Ein KZ wird geräumt. Häftlinge zwischen Vernichtung und Befreiung. Die Auflösung des KZ Neuengamme und seiner Außenlager durch die SS im Frühjahr 1945. (Todesmärsche, Weiße Busse, Cap Arcona), aus dem Jahr 2002.
- Die Zeichnung überlebt .... Bildzeugnisse von Häftlingen des KZ Neuengamme. (Lebensbedingungen im Lager, Überlebenswille, Widerstand, Auftragskunst) aus dem Jahr 2007.
- Der Hamburger Hafen im Nationalsozialismus. Wirtschaft, Zwangsarbeit und Widerstand, im Jahr 2008
- Die Freiheit lebt! Widerstand und Verfolgung in Hamburg 1933–1945, im Jahr 2009
- Im Focus. Das KZ Neuengamme und der Ort danach. Bilddokumente des Konzentrationslagers und der Gedenkstätte. (48 Schautafeln mit Fotos aus dem KZ Neuengamme), Ausstellung im Hamburger Rathaus vom 21. Januar bis 11. Februar 2011.
- Rechte Gewalt in Hamburg von 1945 bis heute. Wanderausstellung aus dem Jahr 2025

## Eingang Jean-Dolidier-Weg 39
Der Zugang zum Haus des Gedenkens und zum Gelände der ehemaligen Gärtnerei ist über den Jean-Dolidier-Weg 39 direkt möglich. Zum Teil durch die schrittweise Einrichtung der Gedenkstätte bedingt, sind viele unterschiedliche Denkmäler auf dem Areal verteilt. Sie reichen von einzelnen Gedenkplatten der Opfer bis zu parkartig angelegten Bereichen. Eine zentrale Stellung nimmt dabei das Haus des Gedenkens ein, das nach der Öffnung des Hauptgeländes vom Museum in einen Ort der Besinnung umgewandelt worden ist. Im hinteren nördlichen Teil, hinter dem Internationalen Mahnmal, befindet sich ein sogenannter Gedenkhain. Hier sind unter im Laufe von Jahren hochgewachsenen Bäumen Denkmale einzelner Opfergruppen und auch einzelne Gedenksteine verlegt worden. Des Weiteren befinden sich an vielen Orten ehemaliger Außenlager eigenständige Denkmäler.

### Haus des Gedenkens mit Gedenkraum

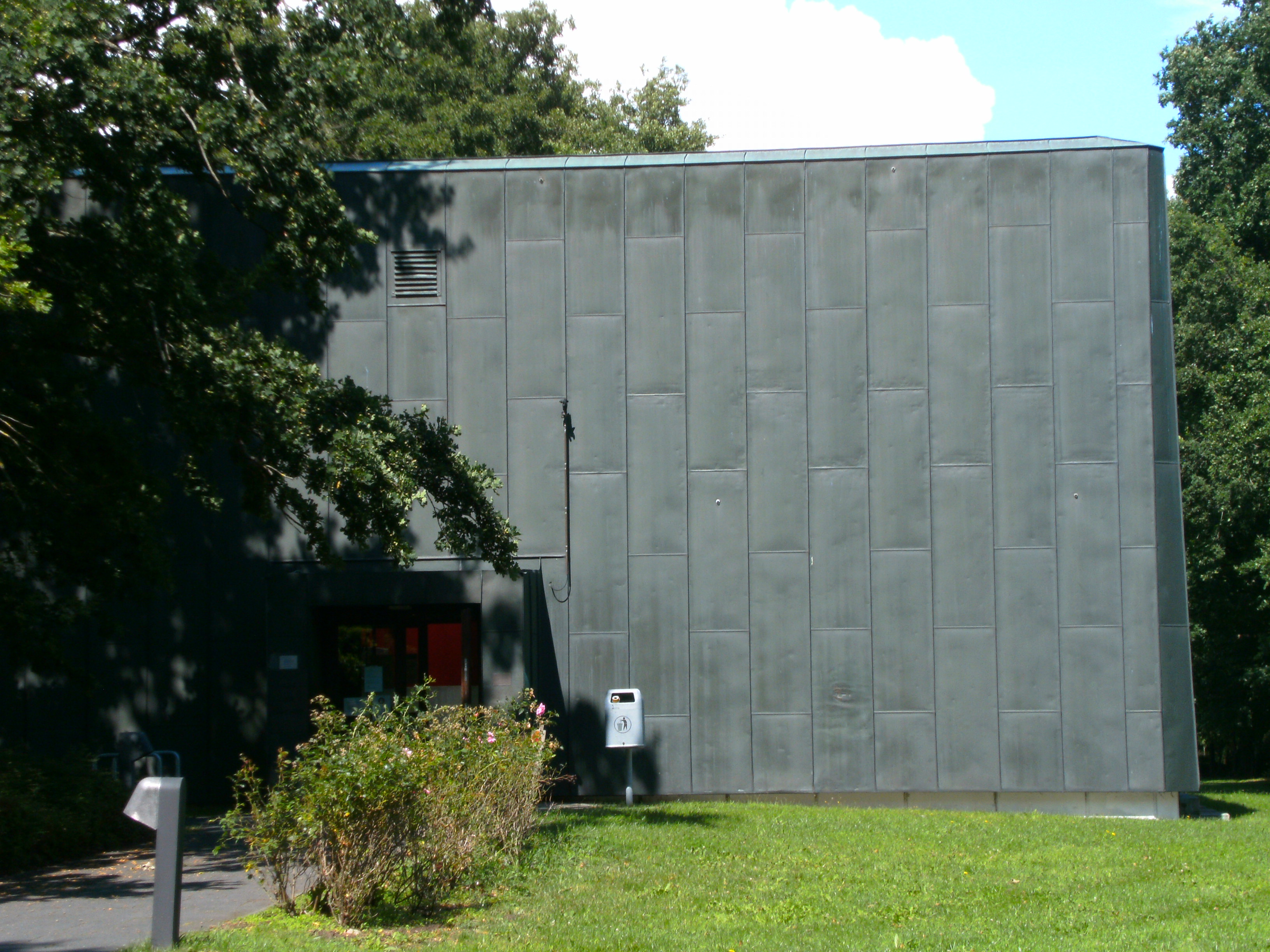
Haus des Gedenkens. Teil der KZ-Gedenkstätte Neuengamme. Eingang.

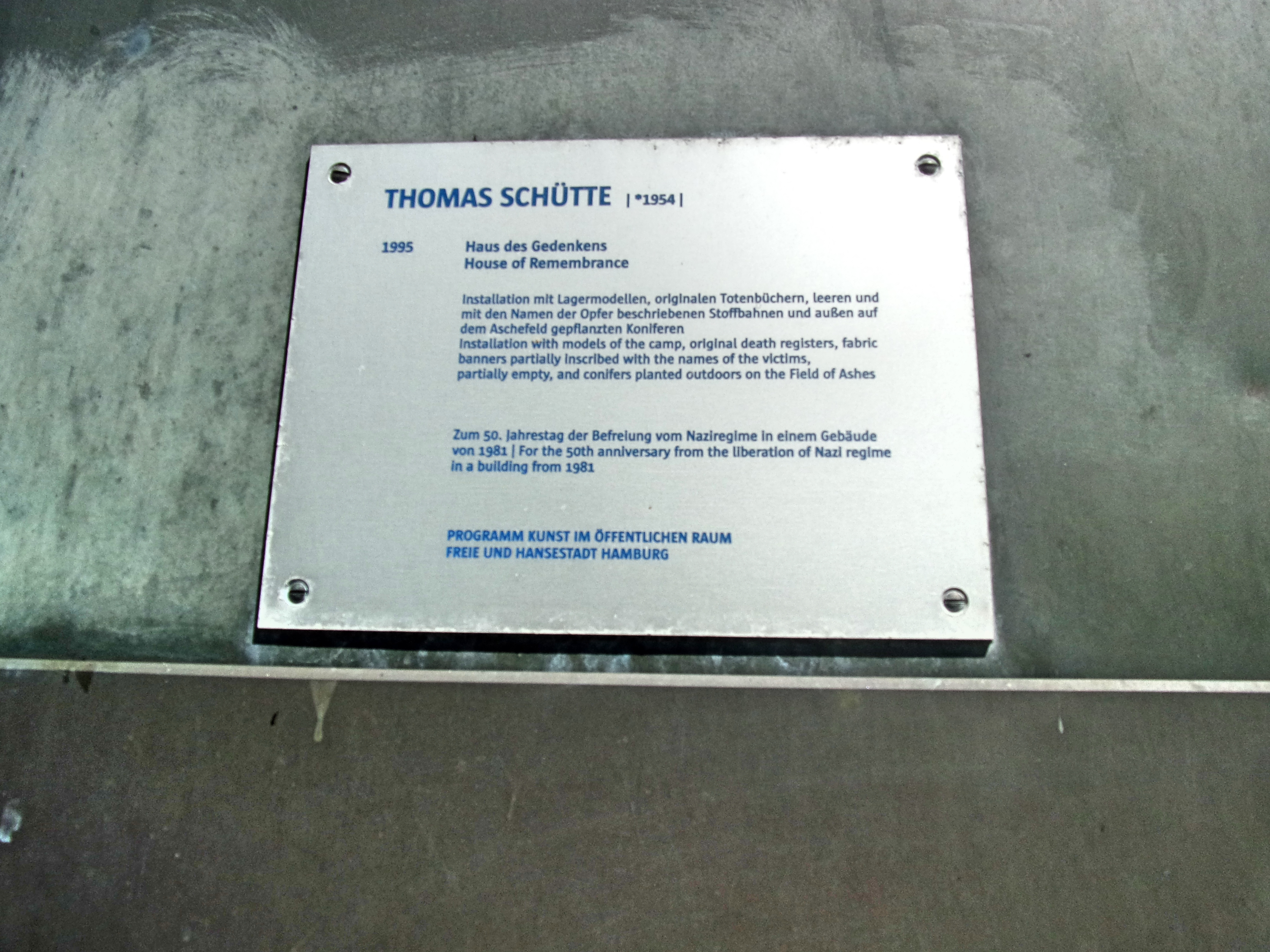
Haus des Gedenkens. Teil der KZ-Gedenkstätte Neuengamme. Informationstafel

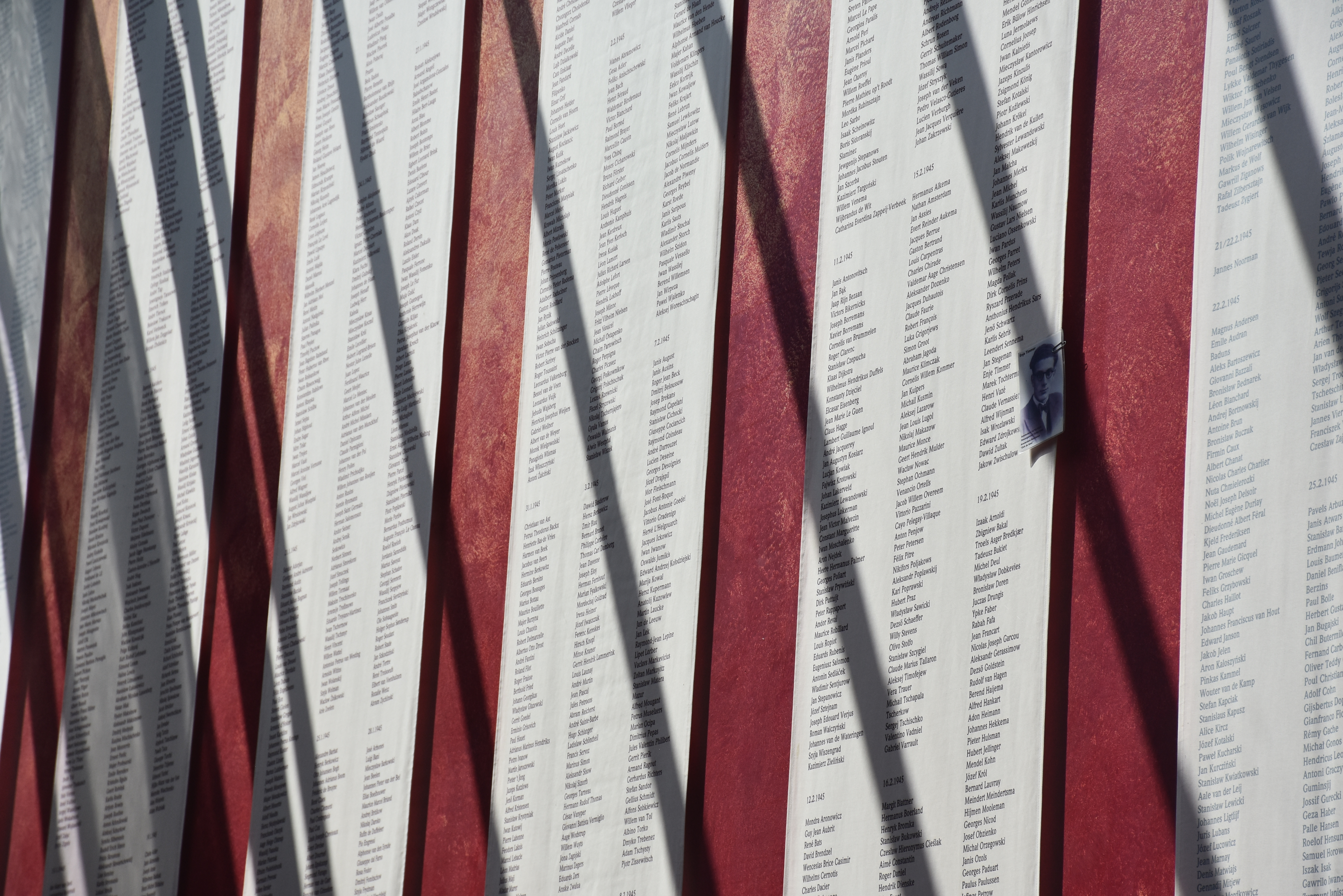
Auf weißen Bahnen stehen im Haus des Gedenkens die Namen der Toten des KZ Neuengamme

Das Haus des Gedenkens ist ein Gedenkraum im nördlichen Bereich der KZ-Gedenkstätte. Es war 1981 als Dokumentenhaus Neuengamme gebaut worden, um darin die Ausstellung der Gedenkstätte sowie Büros für die Mitarbeiter unterzubringen. Im Jahr 1995, als für die Ausstellung ein Platz in den ehemaligen Walther-Werken gefunden wurde, ergab sich die Möglichkeit, einen ruhigen Gedenkraum einzurichten, wie er seit langem gewünscht und gefordert worden war. Der Düsseldorfer Künstler Thomas Schütte veränderte das Gebäude für diesen Zweck grundlegend. Es wurde bis auf seine Grundstruktur entkernt, roher Beton und mehrschichtiges, lasiertes Rot für die Wände schaffen nun einen je nach Lichteinfall unterschiedlich leuchtenden Zentralraum. Feuer und Blut sind mögliche Assoziationen.
An den Wänden der Galerie hängen vier Meter lange rohbelassene Stoffbahnen mit nach Datum sortierten Namen von etwa 23.000 Opfern. Die Namen wurden aus Totenbüchern, Standesamtsregistern, Einäscherungs- und Friedhofslisten ermittelt. Da viele Namen von der Forschung noch nicht erfasst sind, lagern unter dem Motto „Wir denken an die Unbekannten“ in einem Extraraum noch zahlreiche leere Stoffrollen. Bislang unbekannte Namen, die noch bekannt werden, werden nachgetragen. Insgesamt starben mindestens 42.900 Menschen im KZ Neuengamme. Im Zentrum des Hauses befinden sich zwei Modelle der KZ-Gesamtanlage: eine nach 1945 geschaffene Übersicht sowie ein modernes Architekturmodell des Zustandes von 1995. In einem Nebenraum befinden sich die im Original erhaltenen Totenbücher des KZ Neuengamme, die in Pultvitrinen aufbewahrt werden und einsehbar sind. Es gibt ein digitales Totenbuch mit Namen und Orten der Opfer.
Von den Pultvitrinen aus geht der Blick durch schmale Fenster auf den umgebenden Rasen, hier wurde in der KZ-Zeit die Asche der Toten als Dünger der Gärtnerei verstreut. Einige Zypressen geben dem Ort Friedhofscharakter.

### Internationales Mahnmal

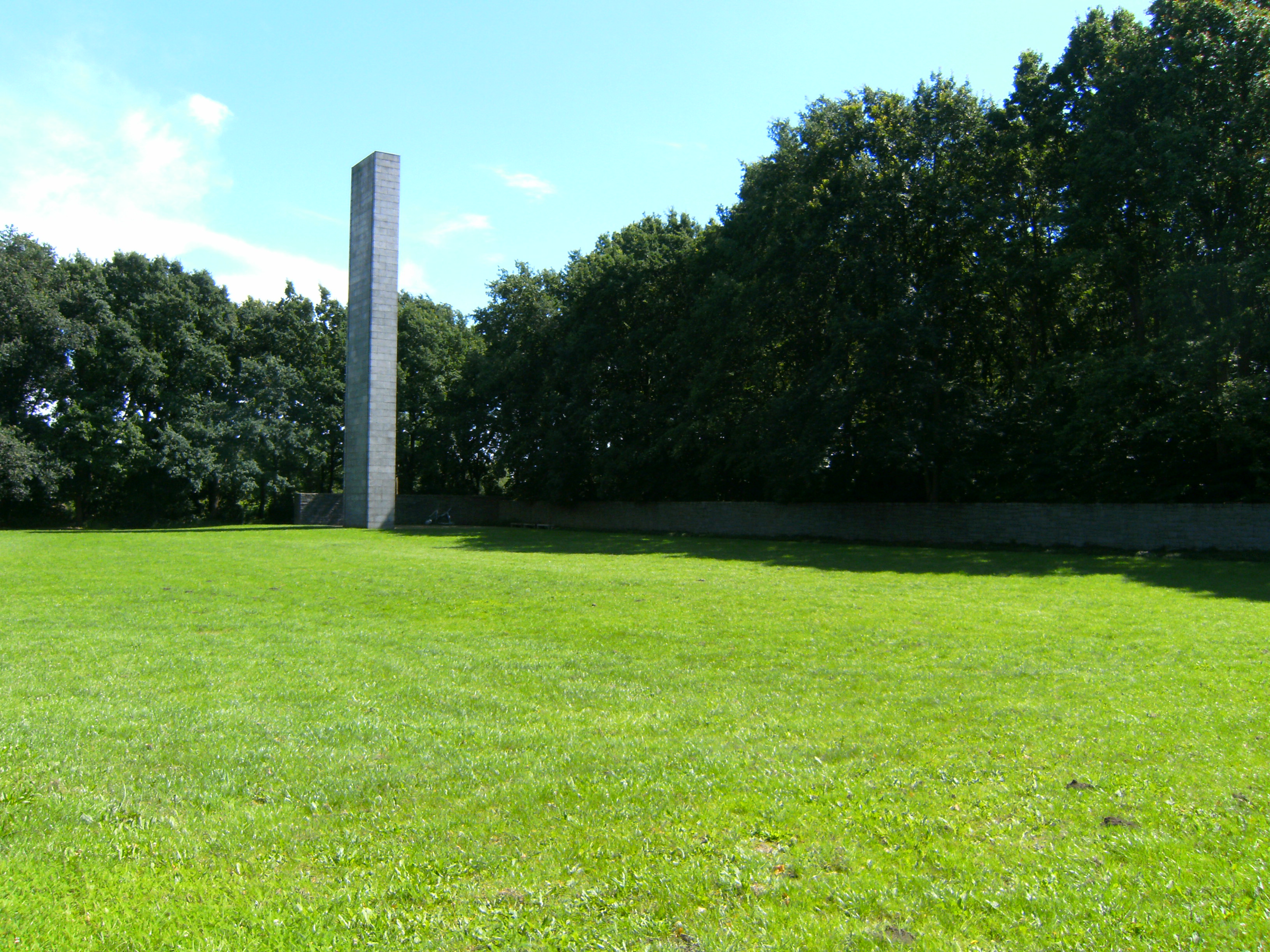
Hamburg, KZ-Gedenkstätte Neuengamme: Internationales Denkmal mit Aschefeld

Das Internationale Mahnmal ist das zentrale Denkmal der KZ-Gedenkstätte Neuengamme. Auf Druck vor allem der französischen KZ-Überlebenden unter dem Präsidenten der Amicale Internationale KZ Neuengamme Jean Dolidier war bereits 1953 die Aufstellung einer ersten Gedenksäule auf dem Gelände der ehemaligen Lagergärtnerei erfolgt. Von dieser Gedenkstelle sind heute nur noch Reste vorhanden. 1965 wurde das Internationale Mahnmal im hinteren Teil der ehemaligen Lagergärtnerei geschaffen. Es besteht aus einer 27 Meter hohen Stele mit mahnender Inschrift:

„Euer Leiden, euer Kampf und euer Tod sollen nicht vergebens sein“

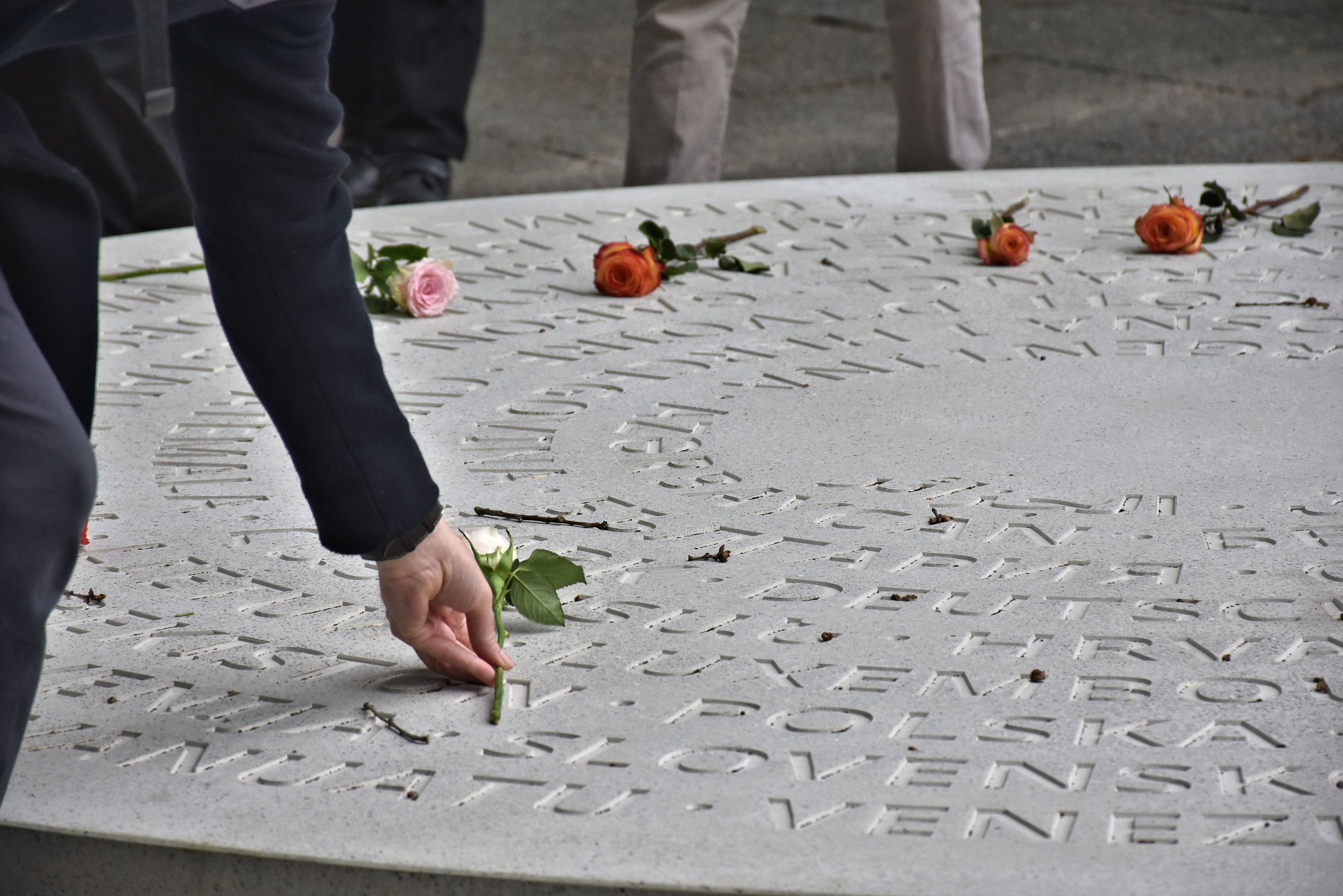
Einweihung des Ländergedenkzeichens, 2025

2025 wurde das internationale Mahnmal um das internationale Ländergedenkzeichen erweitert.

### Plastik Der gestürzte Häftling

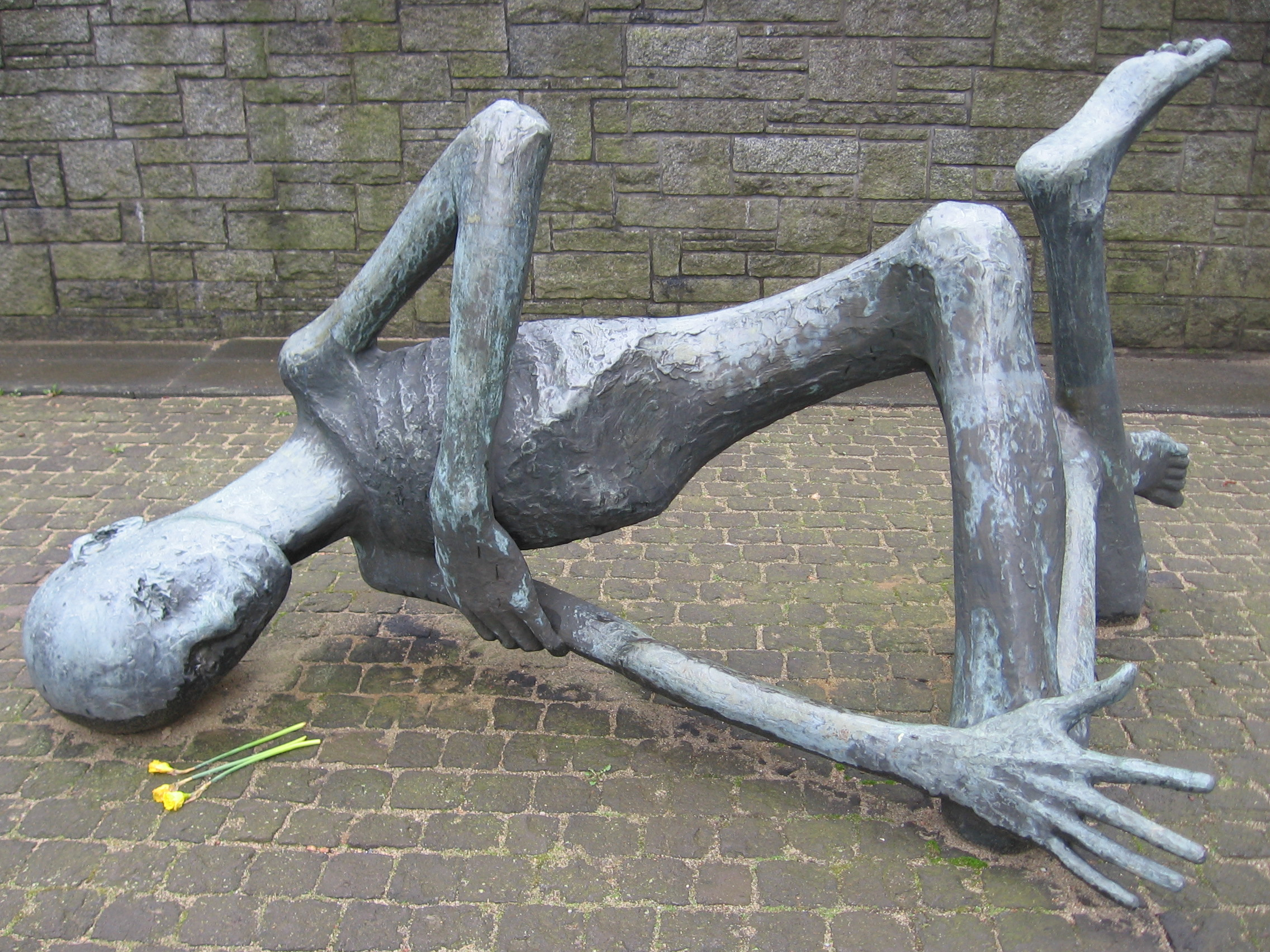
Der sterbende Häftling von Françoise Salmon

Die Plastik „Der gestürzte Häftling“ (auch „Le Déporté“ oder „Der sterbende Häftling“) in Bronze von 1964 der französischen Bildhauerin und Holocaust-Überlebenden Françoise Salmon (1917–2014) wurde durch die Amicale Internationale KZ Neuengamme der Stadt Hamburg geschenkt. Sie wurde 1965 vor dem internationalen Denkmal in der KZ-Gedenkstätte Neuengamme aufgestellt. Das Denkmal zeigt einen ausgemergelten, am Boden liegenden Häftling mit verrenkten Gliedmaßen und dazu im Verhältnis übergroßem Kopf in der Phase zwischen Leben und Tod. Die Gliedmaßen sind zu Dreiecken gewinkelt und symbolisieren die Winkel zur Kennzeichnung der Häftlinge in den Konzentrationslagern.

### Texttafel, Mauer und Steinplatten

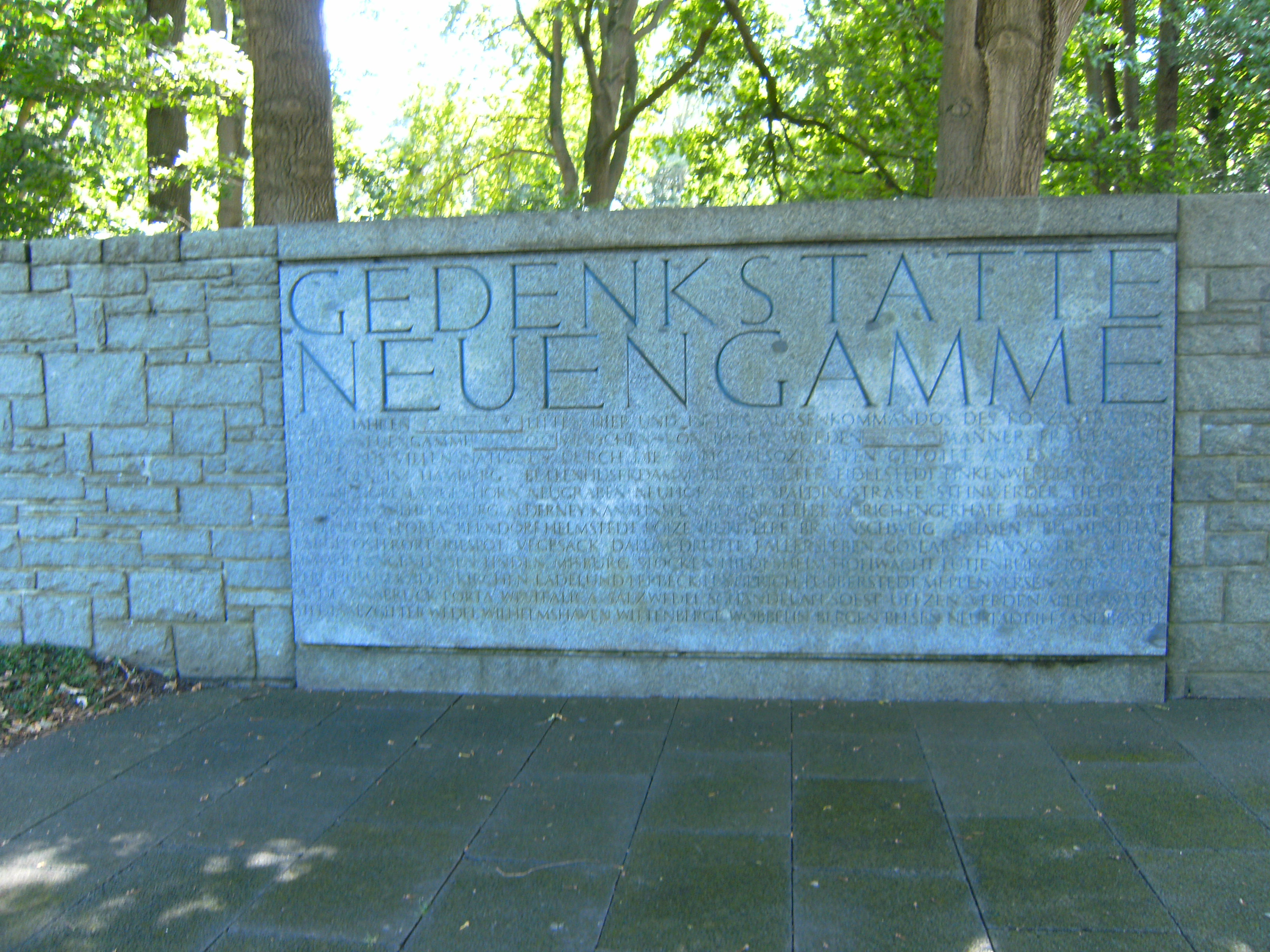
Hamburg, KZ-Gedenkstätte Neuengamme: Verzeichnis der Außenlager auf Steinmauer

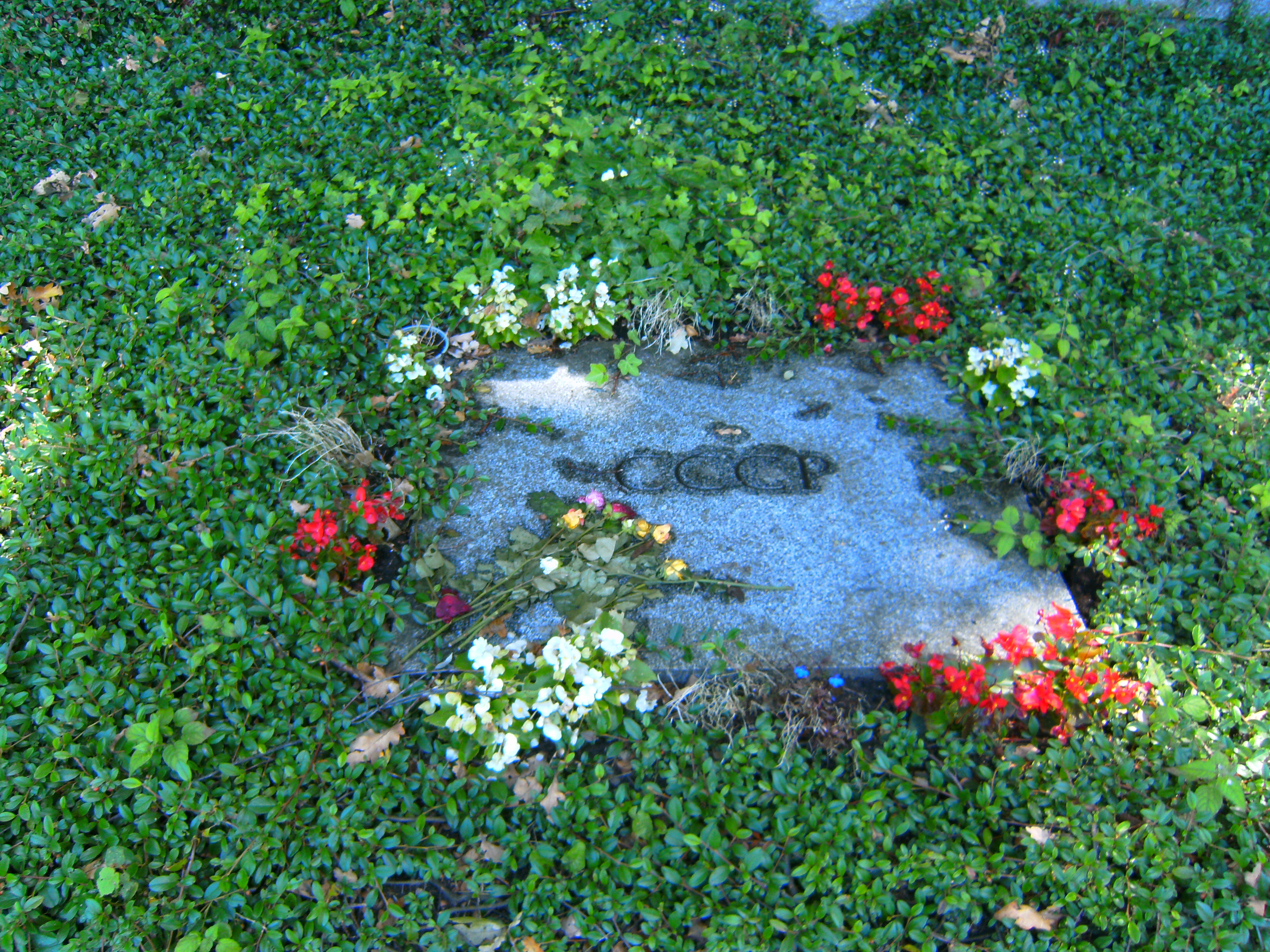
Hamburg, KZ-Gedenkstätte Neuengamme: Steinplatten mit den Namen der Länder, aus denen die KZ-Häftlinge stammen. CCCP (UdSSR)

Abgeschlossen wird die Gedenkanlage mit einer rechtwinklig umlaufenden Ehrenmauer, an der die Namen von 67 Außenlagern genannt wird sowie Steinplatten mit den Namen der Herkunftsländer der Häftlinge.

### Gedenkhain auf dem Gelände der ehemaligen KZ-Gärtnerei

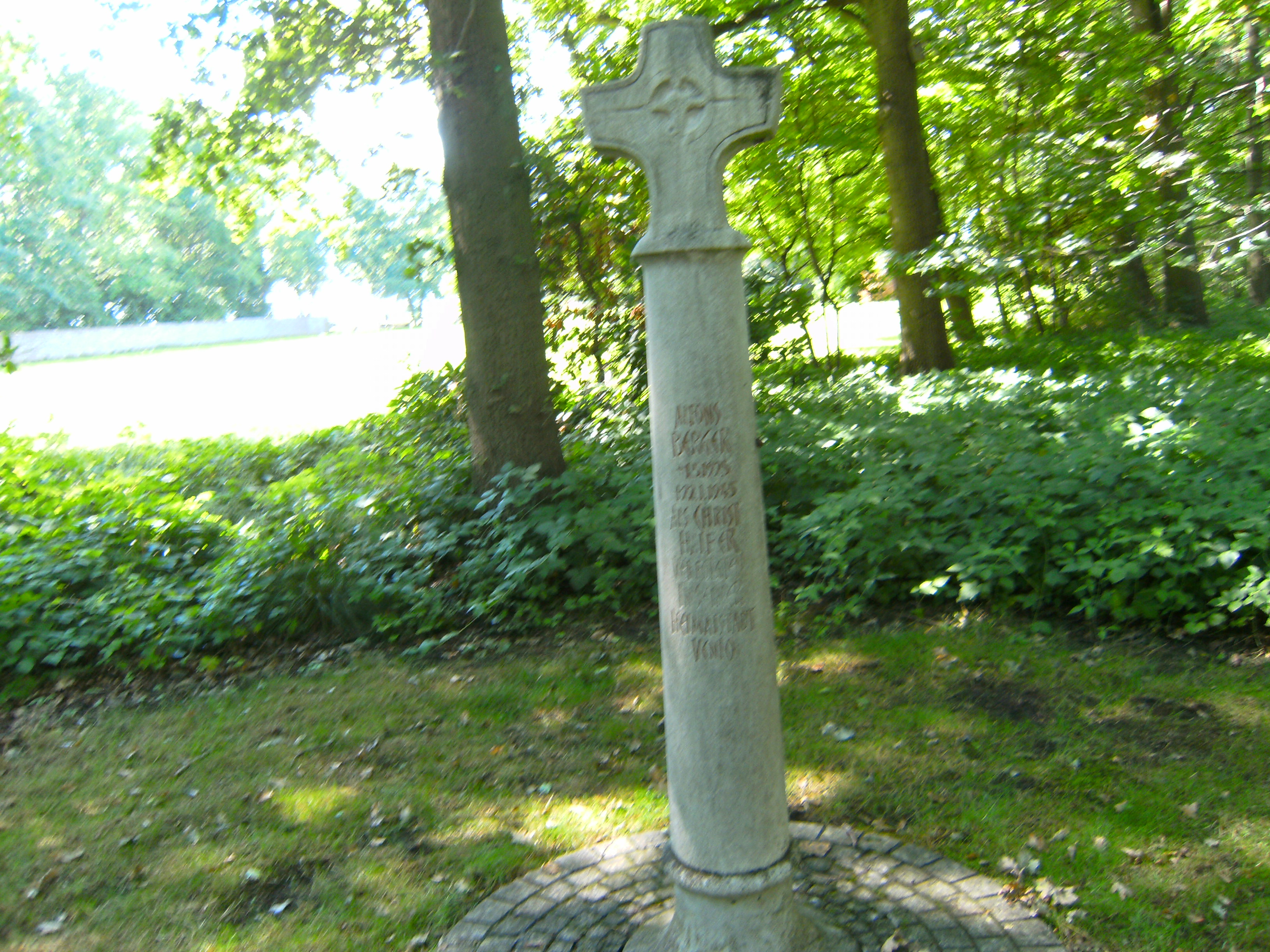
Hamburg, KZ-Gedenkstätte Neuengamme: Gedenkhain, Gedenksäule an Alfons Berger (1915–1945), Stokt, Niederlande

Nördlich vom Internationalen Mahnmal befindet sich auf dem Gelände der ehemaligen KZ-Gärtnerei ein bewaldetes Areal, das durch einen Rundweg erschlossen ist. Hier befinden sich Gedenksteine, Skulpturen und Denkmäler, die durch Hinweistafeln in mehreren Sprachen erklärt werden. Sie erinnern an verfolgte Opfergruppen und an Deportierte, Gefangene und Ermordete von Vergeltungsaktionen.

#### „In Erinnerung an die Deportierten des Warschauer Aufstandes 1944“

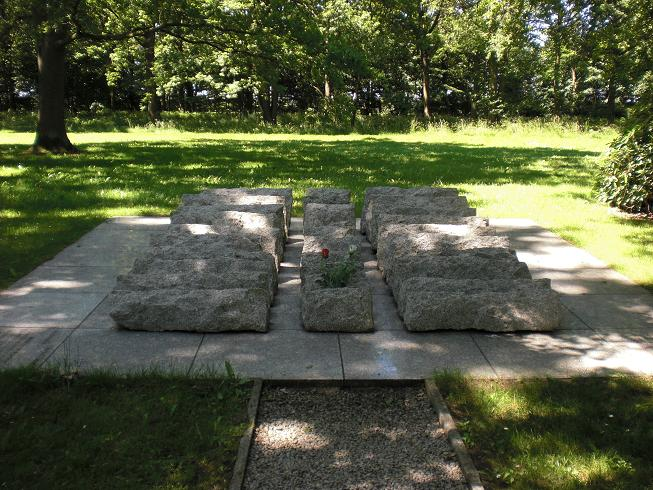
Denkmal In Erinnerung an die Deportierten des Warschauer Aufstandes 1944

Das Denkmal In Erinnerung an die Deportierten des Warschauer Aufstandes 1944 befindet sich ebenfalls im Gedenkhain hinter dem Internationalen Mahnmal. Es erinnert an den Warschauer Aufstand, nach dessen Niederschlagung die Wehrmacht zehntausende Angehörige der Polnischen Heimatarmee in deutsche Konzentrationslager deportieren ließ. Etwa 6000 dieser Deportierten wurden in das KZ Neuengamme und seine Außenlager verschleppt. Die Gesamtzahl der polnischen Häftlinge im KZ Neuengamme und den Außenlagern betrug annähernd 17.000 Frauen, Männer und Kinder, darunter viele Juden, von denen insgesamt etwa 7500 umkamen. Die ersten polnischen Häftlinge kamen bereits 1940 ins KZ Neuengamme, 1941/1942 bildeten sie zeitweilig die größte nationale Gruppe im Lager. Das Denkmal entstand auf Anregung des Bundes der Polen in Deutschland und mit Unterstützung der polnischen Gemeinschaft Polonia in Hamburg, 1999 anlässlich des 60. Jahrestages des Beginns des Zweiten Weltkrieges. Geschaffen wurde es von dem Bildhauer Jan de Weryha-Wysoczański.

#### Denkmal „Die Verzweiflung“ für die ermordeten Einwohner von Meensel-Kiezegem

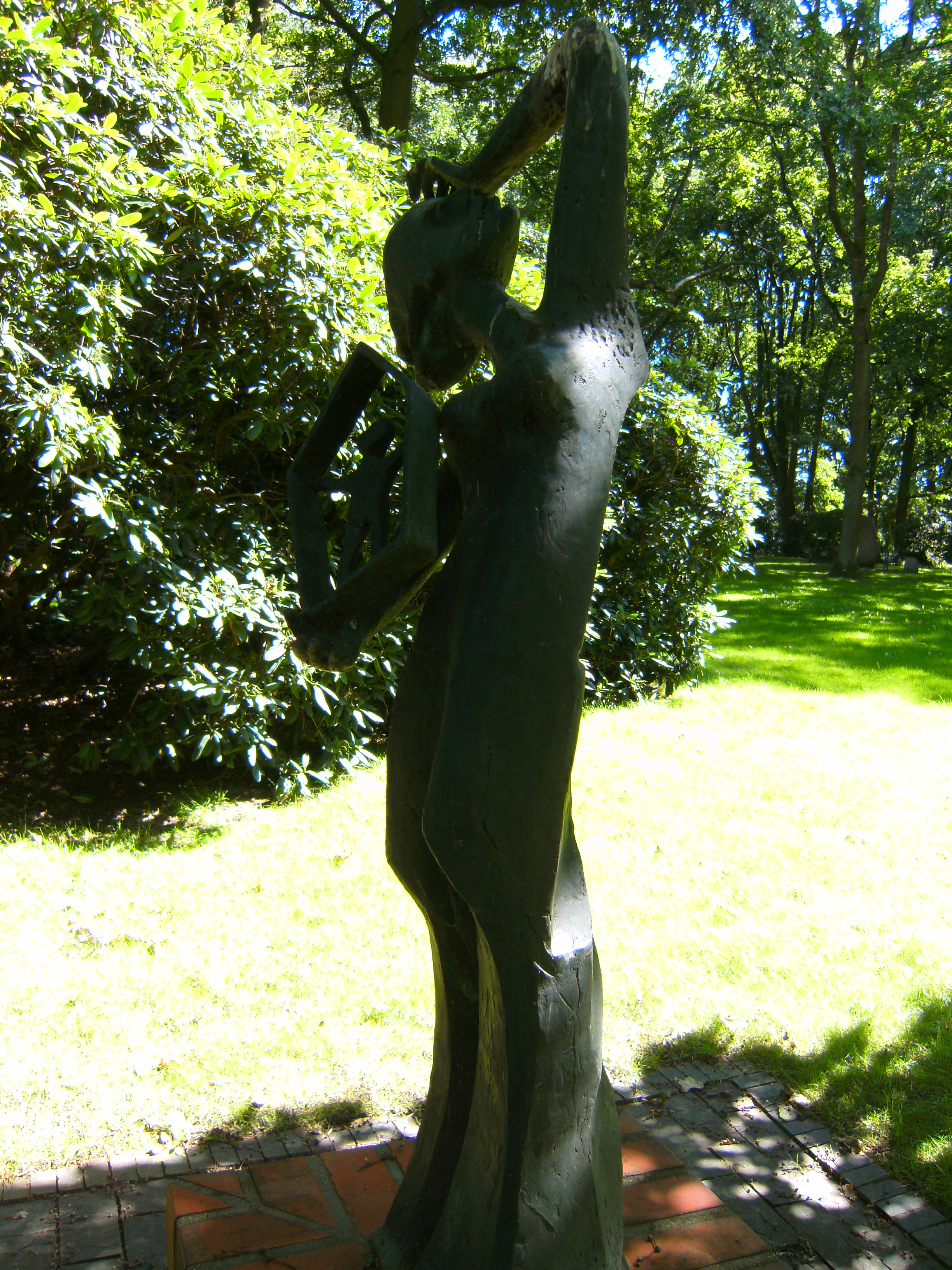
Hamburg, KZ-Gedenkstätte Neuengamme: Gedenkhain, Statue Die Verzweiflung von Meenzel-Kiezegem. Gedenken an die Deportation und Ermordung.

Das Denkmal Die Verzweiflung der belgischen Künstlerin May Claerhout wurde am 29. August 1998 zum Gedenken an die ermordeten Einwohner von Meensel-Kiezegem errichtet und befindet sich im Gedenkhain hinter dem Internationalen Mahnmal. Es erinnert an die Opfer der Razzien von Meensel-Kiezegem vom 1. und 11. August 1944, ausgeführt von Nationalsozialisten und ihren Kollaborateuren. Aus dem kleinen Dorf Meensel-Kiezegem in Belgien wurden 61 Einwohner in das KZ Neuengamme deportiert, nur acht von ihnen kehrten heim.

#### Denkmal für die deportierten und ermordeten Maquisards von Murat (Cantal)

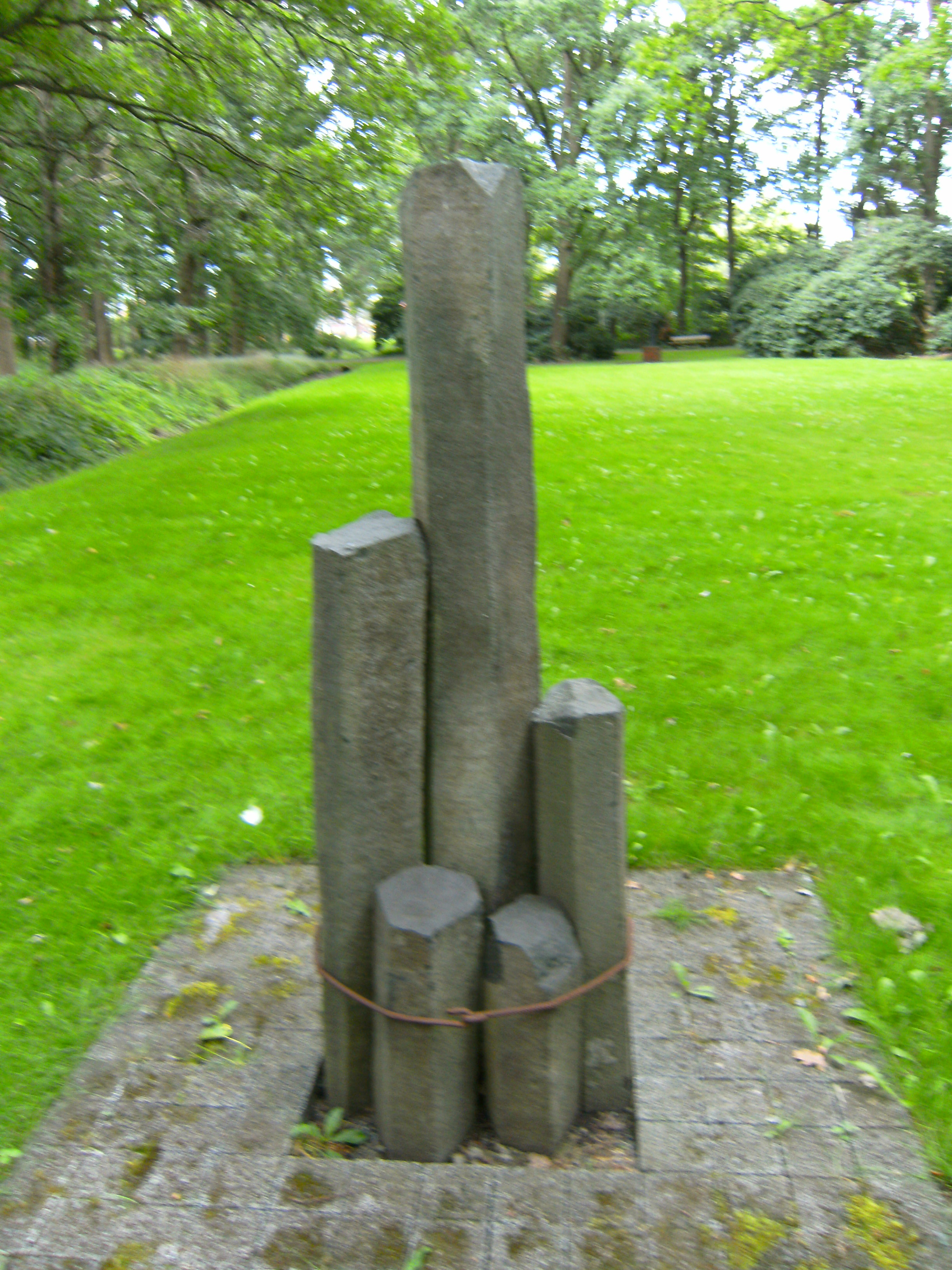
Hamburg, KZ-Gedenkstätte Neuengamme: Gedenkhain, Denkmal für die deportierten und ermordeten Maquisards von Murat (Cantal)

Mit den aus Murat stammenden Basaltsäulen wird an die im Juli 1944 in das KZ Neuengamme und seine Außenlager deportierten und ermordeten Maquisards aus Murat (Cantal) erinnert. Insgesamt starben im KZ 75 von 103 Männern.

#### Gedenkstein für die niederländischen Opfer aus Putten

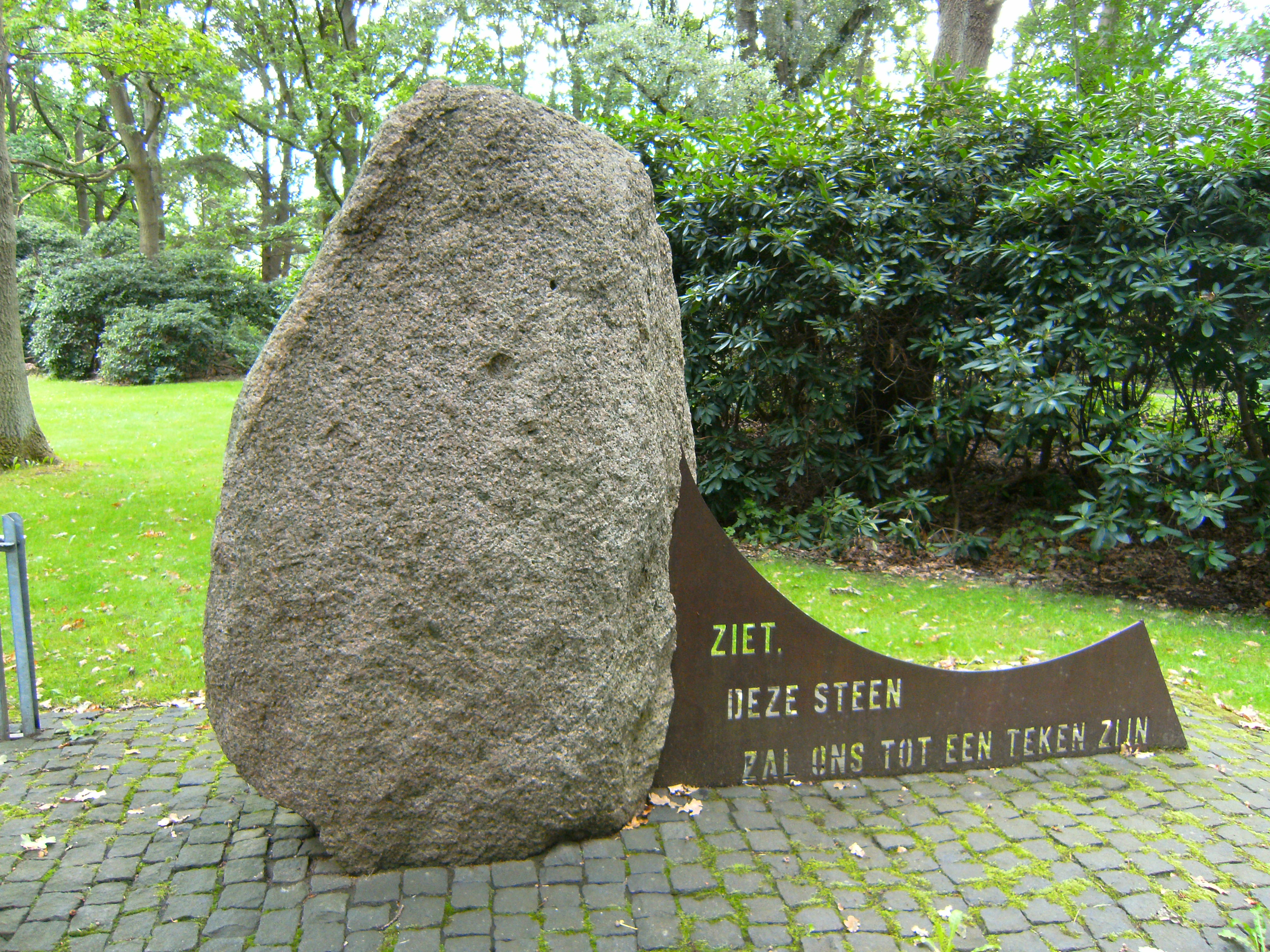
Hamburg, KZ-Gedenkstätte Neuengamme: Gedenkhain, Gedenkstein Putten. Gedenken an die Deportation und Ermordung.

Der Stein Het drama van Putten wurde 1988 im Andenken an den Fall Putten aufgestellt, bei dem 661 niederländische Männer aus Putten im Alter ab 15 Jahren auf Befehl des deutschen Wehrmachtsbefehlshabers Friedrich Christiansen in deutsche Konzentrationslager deportiert wurden. Dies geschah einen Tag, nachdem niederländische Partisanen in der Nacht zum 1. Oktober 1944 vier deutsche Offiziere in einem Auto beschossen hatten und einer von ihnen dabei ums Leben gekommen war. Die Puttener Bürger wurden am selben Tag ins Lager Amersfoort gebracht und von dort ins KZ Neuengamme überstellt. Von den 661 sind nur 49 zurückgekehrt, die übrigen sind im KZ Neuengamme oder in anderen Konzentrationslagern umgekommen.

#### Denkmal für Jehovas Zeugen im KZ Neuengamme

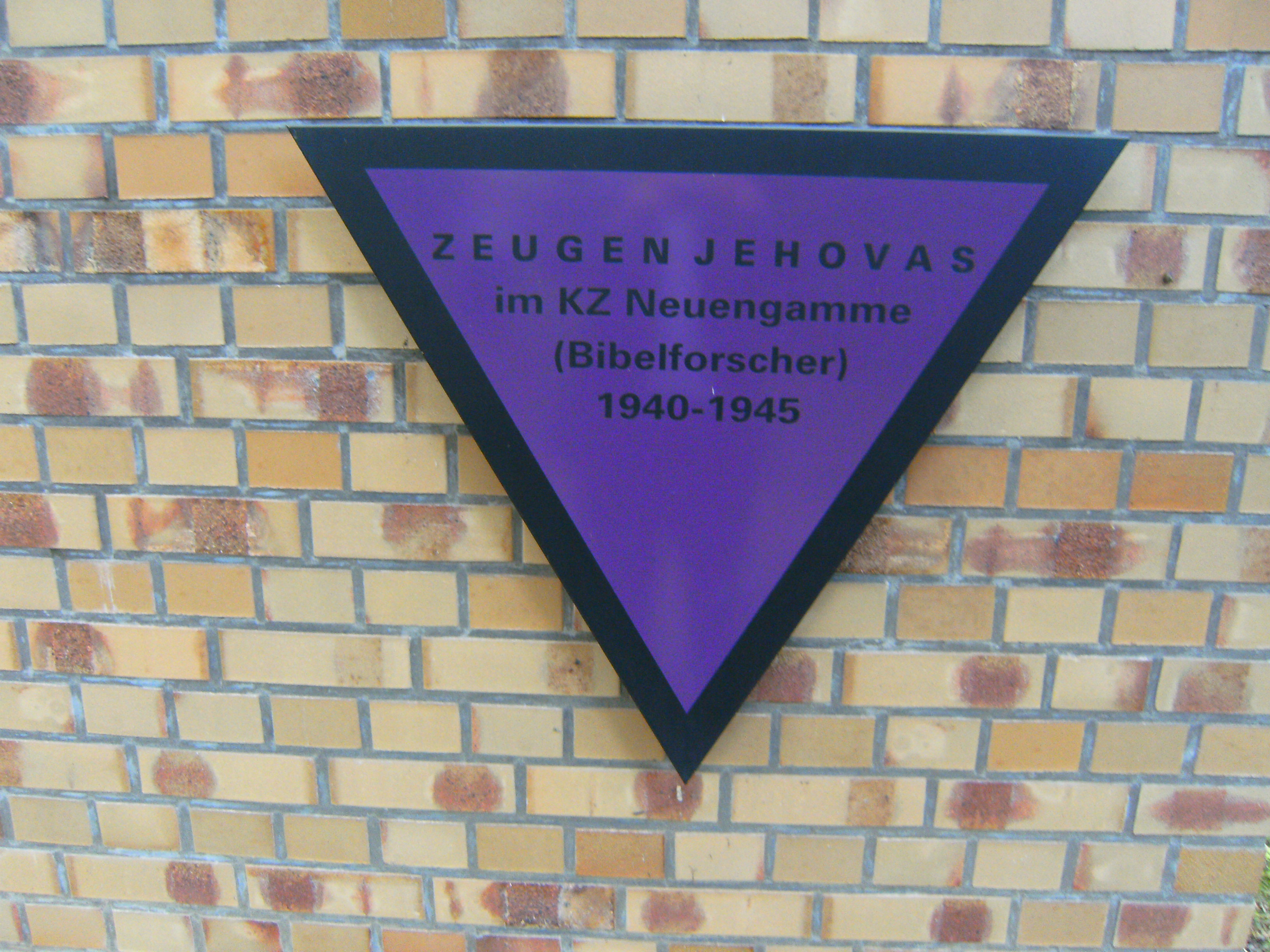
Hamburg, KZ-Gedenkstätte Neuengamme: Gedenkhain, Denkmal Zeugen Jevovas, lila Winkel

Am 23. April 2006 wurde im Gedenkhain im Beisein der Hamburger Kultursenatorin Karin von Welck ein Denkmal für die Häftlingsgruppe der Zeugen Jehovas eingeweiht, das an die Opfer der Zeugen Jehovas im Nationalsozialismus erinnert. Die Zeugen Jehovas mussten ab 1940 das Lager mit aufbauen. Sie blieben ihrem Glauben treu. Von 200 Häftlingen überlebte nur die Hälfte.

#### Denkmal für die homosexuellen Opfer des Nationalsozialismus

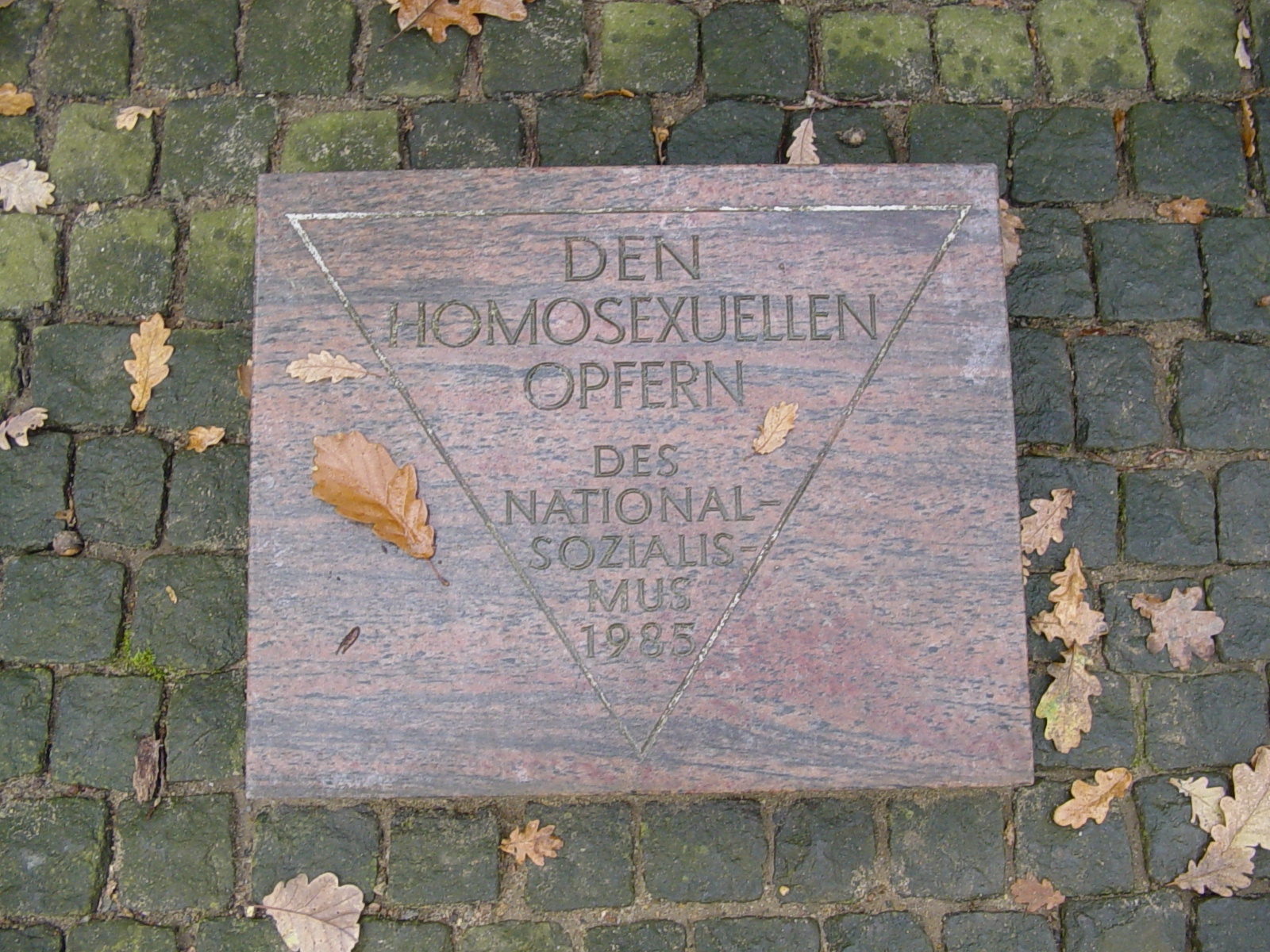
Gedenkstein für die homosexuellen Opfer

Im Mai 1985 wurde auf Initiative des Vereins Unabhängige Homosexuelle Alternative ein Gedenkstein in Erinnerung an homosexuelle Opfer eingeweiht. 1996 fand eine Neugestaltung der Anlage statt. In der Zeit des Nationalsozialismus wurden etwa 10.000 Männer aufgrund ihrer Homosexualität in Konzentrationslager verschleppt, einige hundert befanden sich in Neuengamme. Die Überlebenden blieben auch im Nachkriegsdeutschland diskriminiert.

## Gräberfelder und Denkmale außerhalb des ehemaligen KZ-Geländes

### Der Weg der Deportierten
Im Jahr 2000 wurden auf Initiative der Zentralschule Curslack-Neuengamme fünf Gedenktafeln an bedeutsamen Orten in der Nähe des ehemaligen KZ Neuengamme aufgestellt. So werden am Bahnhof Curslack, der die Ankunftsstation für mit der Reichsbahn transportierte Häftlinge war, die Wege in das KZ Neuengamme beschrieben, an der Dove Elbe am Neuengammer Hausdeich, Nähe Schleusenbrücke und an der Odemannbrücke die „Vernichtung durch Arbeit“ thematisiert: „Im Gedenken an die 1600 Häftlinge, die von 1940 bis 1942 hier arbeiten mussten, um die Dove Elbe schiffbar zu machen und den Kanal zum Klinkerwerk auszuheben“. Die fünfte Tafel befindet sich am Marschbahndamm und beschreibt: „1942 mussten KZ-Häftlinge ein Zweiggleis zwischen dem Gelände des KZ Neuengamme und der Marschbahn errichten, so war sowohl ein reibungsloser Transport von Häftlingen möglich, wie auch der direkte Bahntransport der dort produzierten Güter.“ Das Schülerprojekt wurde noch im selben Jahr mit dem Bertini-Preis ausgezeichnet.

### Denkmal für sowjetische KZ-Opfer
Von den sowjetischen Opfer des KZ Neuengamme, die zwischen Oktober 1941 und Mai 1942 an Hunger, infolge einer Flecktyphusepidemie und durch gezielte Mordaktionen der SS starben und den Status eines Kriegsgefangenen hatten, fanden 651 ihre letzte Ruhestätte auf dem Friedhof Bergedorf in der Sowjetischen Kriegsgräberstätte. Im Jahr 2002 errichtete der russische Künstler Grigori Jastrebenezki eine überlebensgroße Skulptur als Denkmal für die russischen KZ-Opfer.

### Denkmal für niederländische KZ-Opfer
Auf der Niederländischen Kriegsgräberstätte Hamburg auf dem Ohlsdorfer Friedhof erinnert eine Statue an die toten KZ-Häftlinge aus Neuengamme.

### Denkmal für die Opfer der „Cap Arcona“
Gräber und Gedenkstätten für die Opfer der Bombardierung der Cap Arcona und der „Thielbek“ befinden sich an zahlreichen Orten entlang der Ostseeküste von Grube und Grömitz über Lübeck und Travemünde bis hin zur Halbinsel Poel bei Wismar.

## Außenstellen der Stiftung Hamburger Gedenkstätten und Lernorte
Der Stiftung Hamburger Gedenkstätten und Lernorte zur Erinnerung an die Opfer der NS-Verbrechen sind neben der KZ-Gedenkstätte Neuengamme weitere Gedenkstätten im Hamburger Stadtgebiet angegliedert:
- Gedenkstätte Bullenhuser Damm mit Rosengarten in Hamburg-Rothenburgsort
- Gedenkstätte Plattenhaus Poppenbüttel in Hamburg-Poppenbüttel
- Gedenkstätte Konzentrationslager und Strafanstalten Fuhlsbüttel in Hamburg-Ohlsdorf
- Dokumentationszentrum denk.mal Hannoverscher Bahnhof
- Geschichtsort Stadthaus

## Ehrungen
Am 23. November 1986 benannte man die am Gelände vorbeilaufende Straße in Jean-Dolidier-Weg um, nach Jean-Aimé Dolidier (1906–1971), der als französischer Widerstandskämpfer im KZ Neuengamme interniert und nach dem Krieg Mitbegründer und lange Jahre Präsident der Amicale International de Neuengamme war. Geehrt für die langjährige Arbeit und den Kampf um die Errichtung der Gedenkstätte Neuengamme wurde auch Fritz Bringmann (1918–2011), langjähriger Vorsitzender der Arbeitsgemeinschaft Neuengamme und Generalsekretär der Amicale, er wurde im Jahr 2000 mit dem Bundesverdienstkreuz 1. Klasse ausgezeichnet.